# 釣魚臺列嶼主權問題

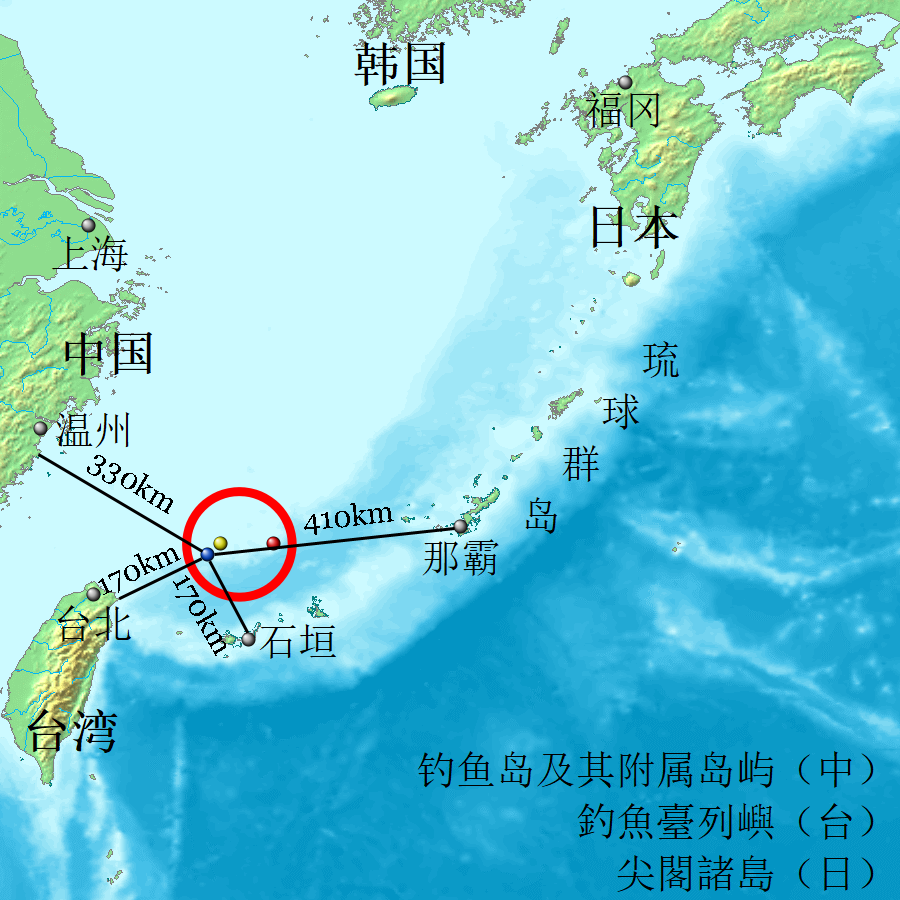
釣魚臺列嶼地理位置（藍：钓鱼岛/釣魚嶼/魚釣島/釣魚台；黃：黃尾嶼；紅：赤尾嶼）

釣魚台列嶼主權問題是就釣魚台列嶼的主權是歸屬中華民國、中華人民共和國或日本國的爭議。釣魚臺列嶼位於东海、沖繩海槽以北、台灣東北外海，其最大島釣魚台距離台灣彭佳嶼約140千米，距日本石垣島約175千米。中華民國稱釣魚臺列嶼，中華人民共和國稱釣魚島及其附屬島嶼，日本稱尖閣諸島。
中華民國政府與中華人民共和國政府认为釣魚台列嶼自明朝時期已成为中國领土，但在1895年被日本所占领，并認為日本在二战后应将釣魚台列嶼与台湾一并归还中国。因此台灣海峽两岸政府均认为其为台湾的一部分，但是双方互不承认对方的主权。
日本政府认为在1895年前釣魚岛是无主地，没有受到清朝统治的迹象，因此基於無主地先占先得的原则在1895年1月將其劃歸沖繩縣。因此，日本主张钓鱼岛群岛不属于清朝在《马关条约》中割让的領土，也不在其于《旧金山和约》放弃的领土之内。二戰结束後，该島嶼实际由美國控制，直至1972年5月15日美國將琉球群島管理權移交日本，同時一併將釣魚台列嶼的行政管轄權也交給日本。

## 历史概况

### 與釣魚岛主權有關的條約
- 1895年《馬關條約》：清朝在甲午戰爭中戰敗，與日本簽訂《馬關條約》，其中第二款第二條註明將「臺灣全島及所有附屬各島嶼」割讓給日本，未提及钓鱼岛。日本主張釣魚臺不包含在該條約的台灣附屬島嶼之中[3]。
- 1943年《開羅宣言》：聲明日本必须將「台灣、澎湖列島等」島嶼歸還中華民國（當時中華民國代表中國）[14][15]。1943年美國总统罗斯福於开罗会议期間询問蒋介石是否有意收回琉球群岛時，蒋提議「中美共管」，因此《开罗宣言》在日本应归还中国的领土之章節只提到“日本所窃取中国之领土，例如满洲、台湾、澎湖列岛等”，未提琉球群岛[16][17][18]。
- 1945年《波茨坦公告》：《波茨坦公告》第八条規定开罗宣言之条件必将实施，規定日本主權限于本州、北海道、九州、四國及战胜国美中英三國所決定的其他小島之內。1946年1月《联合国盟军最高司令部训令第677号》要求日本帝国政府停止对“日本”外的任何地区行使行政权力，并在第三条中定义该指令所称的“日本”包括“日本的四个主要岛屿（北海道、本州、四国、九州）及包括对马诸岛、北纬30度以北的琉球诸岛的约1000个邻近小岛”，不包括北纬30度以南的诸岛屿（釣魚島群島最北的黃尾嶼坐標為25°56′N 123°41′E / 25.933°N 123.683°E，在北纬30度以南），但同时该指令的第六条规定“本指令的任何内容不得被解释为盟军有关《波茨坦公告》第八条所述诸小岛最终归属的政策指示。” [19][20]《人民日报》笔名钟严的作者與中国海洋发展战略研究所副所长贾宇指《波茨坦公告》第八条和《联合国盟军最高司令部训令第677号》规定的日本版图範圍不包括釣魚島群島[21][22]；但有日本和韓國学者指其後美軍發出的《联合国盟军最高司令部训令第1033号（英语：wikisource:SCAPIN1033）》第五條說明了訓令第677號並非對日本領土範圍的最終決定[23][24]。一名曾經與中国中外新闻社簽署战略合作备忘录的美国作家[25]认为根据历史和《開羅宣言》及《波茨坦公告》，釣魚島群島应该在第二次世界大战结束后归还给中國[26]；有越南学者在日本发表的文章則指出中日兩國和不同學者至今對该公告的定義和理解存在分歧[27]。
- 1945年《日本投降书》：1945年9月2日日本向同盟国投降签署的投降书（日文：降伏文書），宣告日本无条件投降，承约切实履行由美国、中國、英国、而后苏联亦加入签署的《波茨坦公告》的诸条款，亦即接受《開羅宣言》。[28]
- 1951年《舊金山和約》：因內戰導致戰勝國之一的中國代表權爭議難解，故當時的中華人民共和國和中華民國代表並未受邀參加和會[29][30][31][32]，《舊金山和約》由美國等同盟國（不包括蘇聯）和日本簽訂，美國根據該條約第二章第三條將釣魚島群島亦划入北緯29度以南的南西群島的範圍[33]。中華人民共和國政府主張舊金山和會和《舊金山和約》违反了《開羅宣言》和《波茨坦公告》，是「非法和无效的」[31][32]。
- 1952年《中日和約》：在《舊金山和約》4月28日生效前数小时由已撤退至台灣的中華民國政府與日本在台北簽訂，於8月5日生效，其第二條雙方承認日本已在《舊金山和約》放棄對於台灣、澎湖群島、南沙群島以及西沙群島之一切權利、權利名義與要求。
- 1960年《美日安保条约》簽訂，美國承諾保障“日本统治范围下”的國土安全，但当时未寫明是否包括尖閣諸島。2014年4月25日，美國總統奧巴馬和日本首相安倍晉三會晤以後的聯合聲明指出，尖閣諸島完全適用於《美日安保條約》，美國在主權問題上不持立場，但承認目前由日本管轄，且美國有義務保衛，“反對任何憑藉單方面軍事行動改變現狀的企圖”。
- 1971年6月美日簽署《沖繩返還協定》，在美國參院批准條約的聽證會上，國務院表示行政權的轉移不影響尖閣諸島的主權歸屬，美國不主張主權，主權問題由中日解決。[34]
- 1972年《中日聯合聲明》：由中華人民共和國和日本国簽訂，日本外务大臣宣布結束1952年的《中日和約》；在此《中日聯合聲明》第三条中，日本政府承诺堅持遵循《波茨坦公告》第八條的立場。

### 1945年二战结束后
1945二战结束，日本战败。1946年11月美国政府发表声明，将琉球、小笠原群岛、原日本托管统治区域置于美国的战略托管之下，并且将此方案向联合国提出。1947年4月2日，联合国安理会通过美国的提案。1947年9月23日，当时代表中国民意咨询机构的国民参政会曾反对把琉球归属日本，要求在对日和约中规定琉球应交中華民国托管。同年10月18日，行政院长张群出席国民参政会会议时，也提出“琉球群岛与我国关系特殊，应该归还我国”。但美国拒绝了中国对琉球统治权的要求，表示琉球应纳入美方战略托管网内。 其後中華民國政府因故並未將釣魚岛劃入台灣範圍，釣魚岛標以「尖閣列嶼」的字眼。在戰後美軍統治琉球期間，美軍使用釣魚岛作為炸射演習場付租金給釣魚岛地主日本人古賀善次。中華人民共和國政府雖然在1971年12月之前沒有公开提出釣魚岛問題，但因未参与和约签订和台灣問題等在一開始就反對《舊金山和約》本身。
1895年1月在甲午战争期间的日本经内阁会议审议决定正式在钓鱼岛建立航标、并将该岛编入日本领土。村田忠禧称，此后直到1969年日本实际上并未在该岛建立任何表明领土归属的标桩。但日本石垣市指出，自1902年起岛上就已设置了标示有“八重山尖阁诸岛”和石垣市番地号码的石碑，且有人定居开发并一度形成了上百人的村落。日本在一些官方地圖和百科全書中没有标注釣魚台列嶼。兩岸政府战後亦有官方地圖和教科書將「尖閣群島」劃在日本領海內，但有的地图附加了说明是根据抗日战争时期和1949年之前申报的地图资料绘制。1968年聯合國亞洲暨遠東經濟委員會勘察中國東海，附近海域似藏有石油，1969年石垣市政府在钓鱼岛上建立了国标；1970年8月31日，在美国监督下的琉球政府立法院起草了《关于申请尖阁列岛领土防卫的决定》。1971年6月17日，美國與日本簽署《沖繩返還協定》，1972年5月將釣魚島列島的行政管辖权随同沖繩管治權一起交還於日本。中華民國政府及中華人民共和國政府分别在1971年6月和12月開始對日本對釣魚岛行使主權提出抗議。主张钓鱼台列屿属于中国的学者村田忠禧认为，中日两国都是在瞭解到这些岛屿的周边海底有可能出产石油的情报后，才开始强调自己的领有权。

### 1972年中華人民共和國與日本建交後
1972年7月至9月中华人民共和国政府和日本政府就两国邦交恢复正常化的谈判中，中华人民共和国总理周恩來提出为恢復邦交，暂无必要涉及釣魚島的問題，日本首相田中角荣对此表示同意“以后再谈”，故在1972年9月29日的《中日聯合聲明》未具体提及中日兩國的釣魚島領土紛爭。當時日本外相的條約外的補充說明，宣佈1952年的由中華民國與日本之間訂立的《中日和約》失去存在的意义而宣告终结，而中华人民共和国同意采用日本外相发表谈话的形式宣告该条约的结束，将原由中華民國與日本之間訂立的《中日和約》确认是非法的、无效的、必须废除的（即复交三原则之一），并将类似条款单独写入了中日聯合声明。
1978年8月至10月中华人民共和国政府和日本政府谈判及签订《中日和平友好條約》时，中华人民共和国副总理邓小平重提实现邦交正常化时，“双方约定不涉及钓鱼岛问题”，“现在谈《中日和平友好条约》时，双方也约定不涉及，要以大局为重”，史料未见当时日本首相福田赳夫对此提出反对意见。 1972年至1990年代初期间的事实亦显示中华人民共和国與日本双方在钓鱼岛问题上虽偶有民间活动的摩擦，尚无发生大的冲突。

### 1994年《联合国海洋法公约》生效以后
1994年《联合国海洋法公约》生效以后，日本根據對釣魚岛的管轄划定其排他性經濟海域，台北的中華民國政府（于6月21日）及北京的中华人民共和国政府（于6月23日）均对日方的此类行为正式向日方提出了「嚴正抗議」。

### 2012年日本中央政府对钓鱼岛实行国有化后
2012年9月，尽管台海两岸政府多次交涉、反对，为了阻止对华强硬的时任东京都知事石原慎太郎推进东京都政府的购岛计划，野田佳彦领导的日本民主党政府按计划完成了由日本中央政府向私人所有者购买钓鱼岛的“土地国有化”行动，由此导致中日钓鱼岛领土争端危机并急剧升级。9月10日，中华人民共和国政府发表了《关于钓鱼岛及其附属岛屿领海基线的声明》，中华人民共和国外交部也发表声明强烈抗议。9月18日起，中国大陆的海监船、渔政船等公务船均在钓鱼岛及其附属岛屿领海基线延伸的12海里领海内巡航，中国大陆渔船在钓鱼岛附近海域進行捕捞作业，而日本海上保安厅在钓鱼岛（尖阁诸岛）附近22公里海域内加派船只警戒监视，但仍有日本渔民表示「不知日本渔船能否安全作业，不知道中国会做什么，我对能否继续捕鱼很不安。」 台湾漁民9月24日下午集結75艘漁船，在中華民國海巡署12艘艦艇護航下前往釣魚台，日本緊急派出二十一艘公務船攔截。9月25日，台湾漁船突破日本海上保安厅舰船的阻拦进入12海里领海，但未能如計劃繞行釣魚台本島的方式宣示漁權，但漁船與海巡署艦艇距離釣魚台本島時最近僅2.1哩，是為「925台灣保釣行動」。有分析人士认为，日本此次行动反而使原来几乎是单独对钓鱼岛的“实际控制”变成了中日交叉控制的局面。
2012年10月底，中华人民共和国海监船、渔政船等执法船已超过10多次进入钓鱼岛所属领海巡航，并以“换班”形式保持在钓鱼岛所属领海巡航，声称对日方巡逻船实施了驱离措施。有媒体認為中国主动驱逐日本巡逻船是「开始在钓鱼岛争端逐渐掌握主动权」。日本海上保安廳為應對中國海警船在釣魚島附近的巡航，將在2014年度提高200億日元預算，增聘528人，並在3年內設立擁有10艘大型巡視船的“尖閣專屬部隊”，同時在石垣島上建設棧橋和宿舍，以及新建6艘大型巡視船。

## 爭論要點及歷史記載

### 海峽兩岸政府和学者觀點

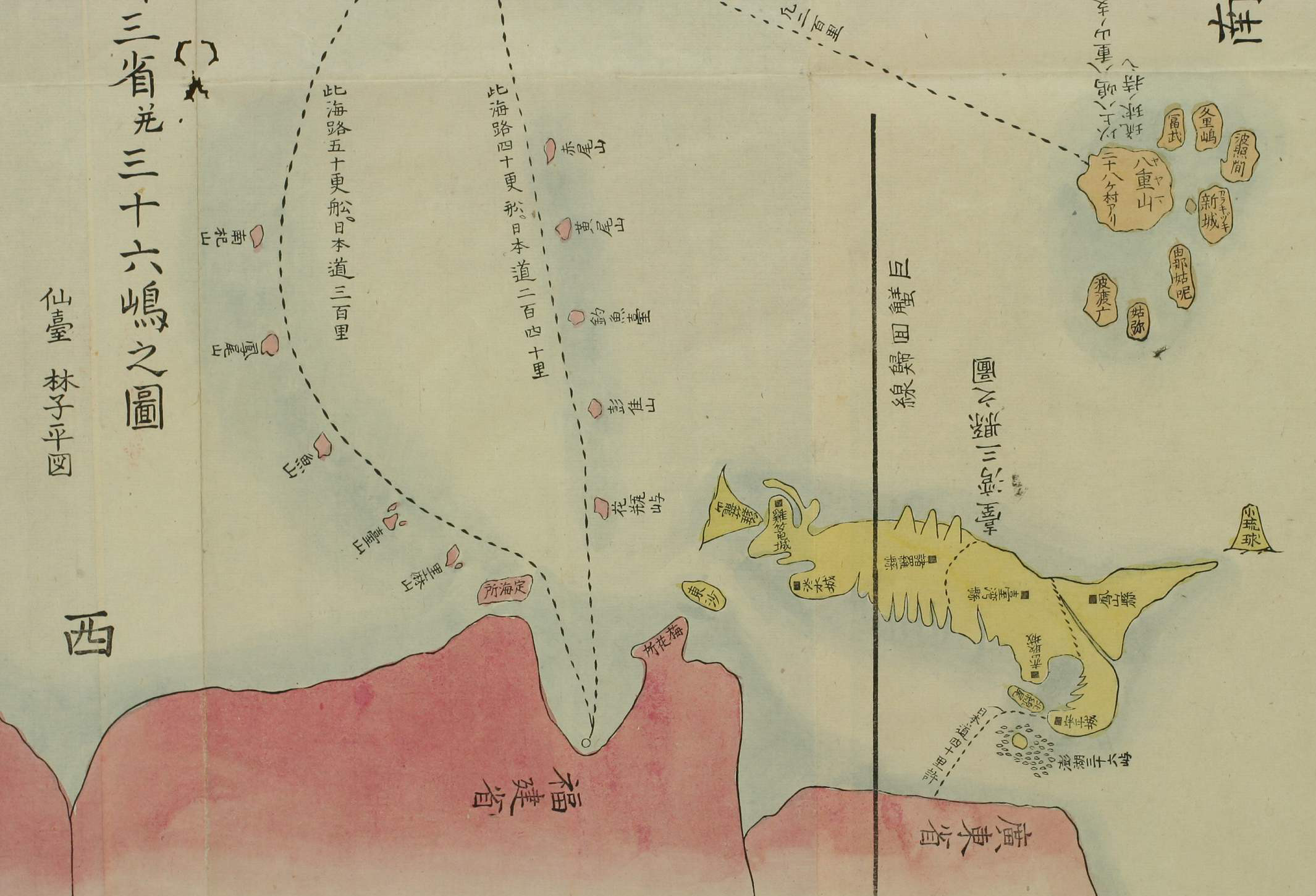
在1786年（清乾隆五十一年）日本仙台平民評論家林子平寫作的《三国通览图说》之《琉球国全图》中显示福建前往琉球中山南北两条海路路线，其中南路标示花瓶屿、彭佳山、钓鱼岛、黄尾山、赤尾山诸岛采用了与臺灣府不同的颜色。

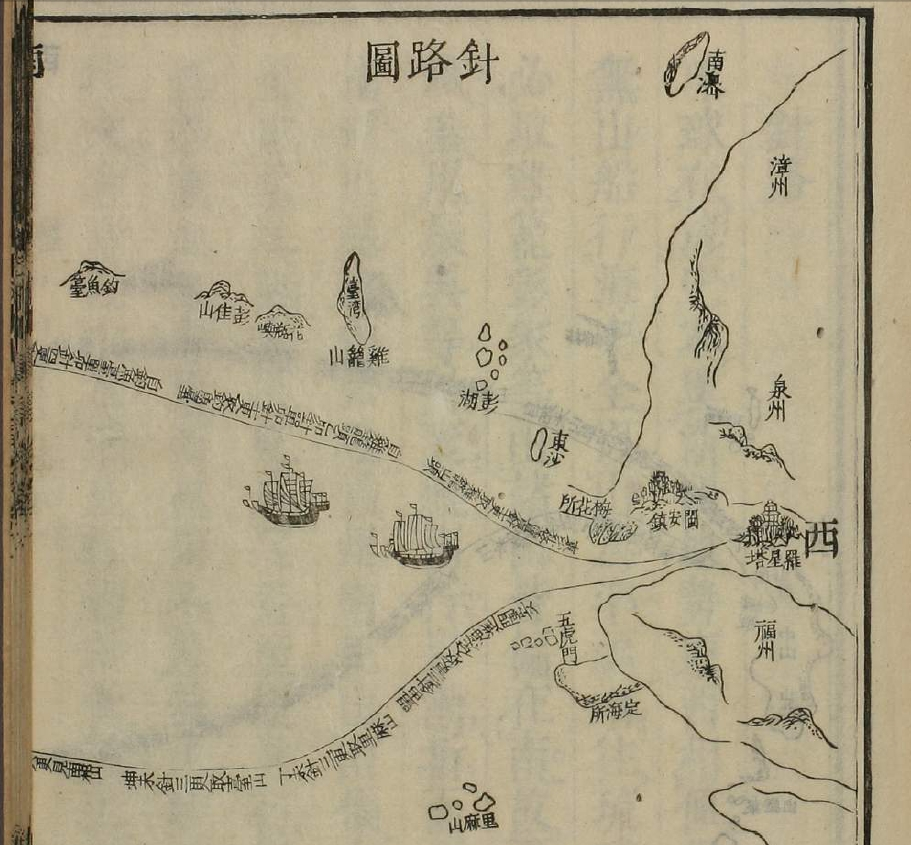
《中山传信录》卷一针路图 标示福建往琉球路线图一

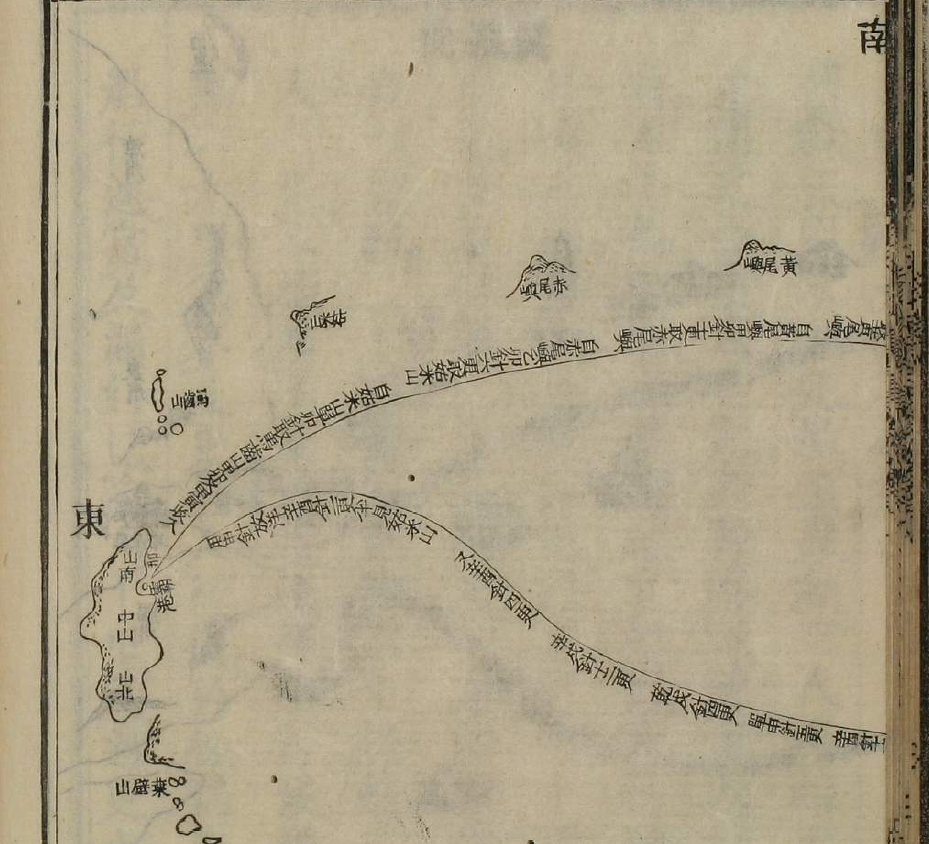
《中山传信录》卷一针路图 标示福建往琉球路线图二

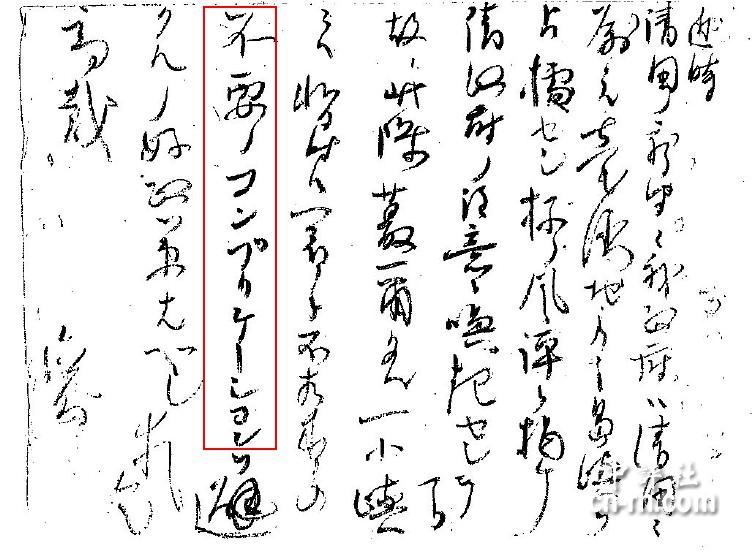
1885年，时任日本内务相的山县主张在钓鱼诸岛上设立国标估计无碍，但由于担心可能引起清朝的疑虑乃至纷争，时任日本外务相的井上馨要求“暂时不轻动”。

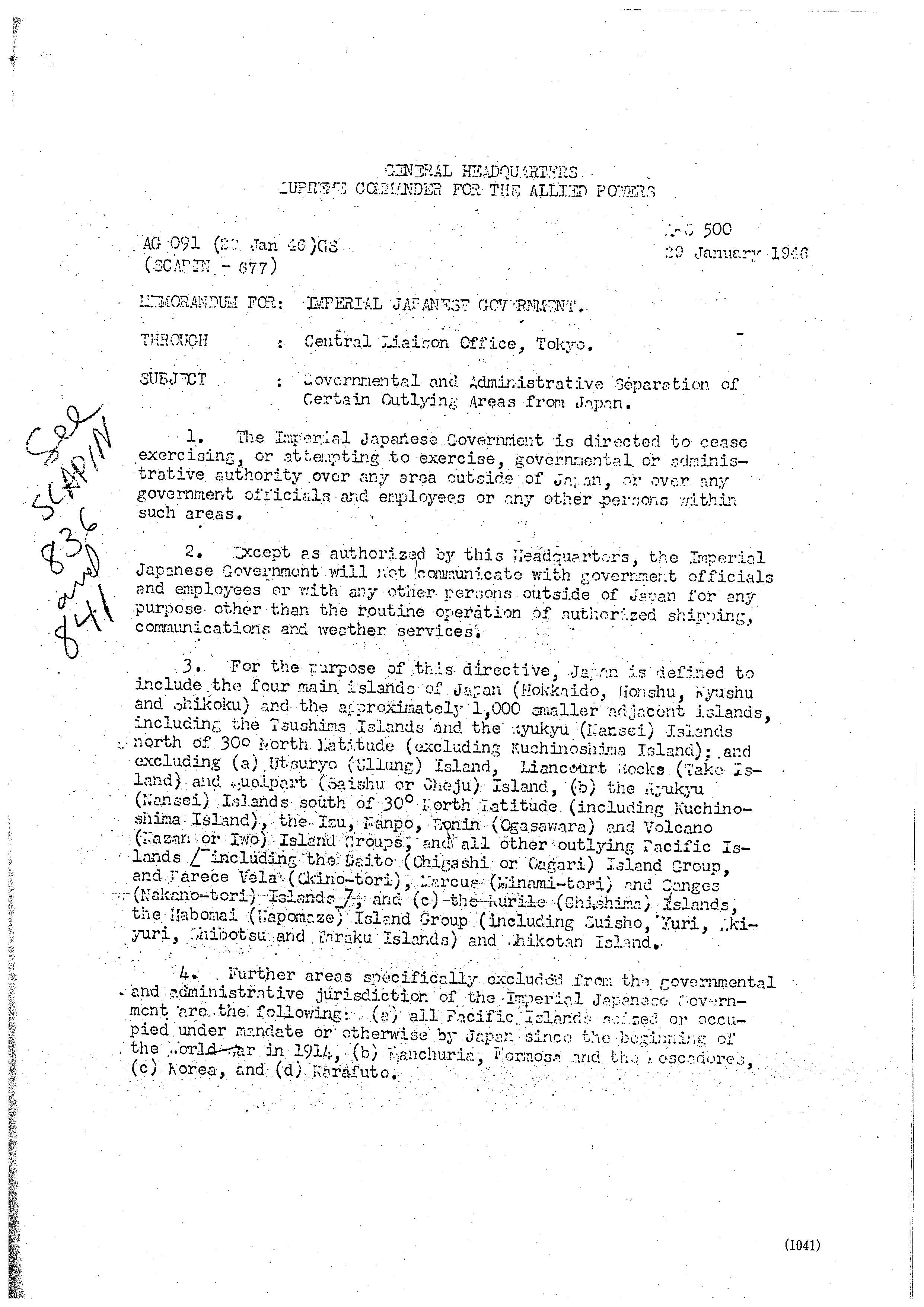
1946年1月29日《联合国盟军最高司令部训令第677号》要求日本帝国政府停止对日本外的地区行使行政权，并在第3条定义该指令所指的日本的范围是“日本的四个主要岛屿（北海道、本州、四国、九州）及包括对马诸岛、北纬30度以北的琉球诸岛的约1000个邻近小岛”，其中不包括釣魚島群島（釣魚島群島最北的黃尾嶼在北纬30度以南），但同时该指令第六条规定 “本指令的任何内容不得被解释为盟军有关《波茨坦公告》第8条所述诸小岛最终归属的政策指示。”

#### 概論
中國認為在18世纪以前，在國際法上是“發現即領有”的時代。两岸官方均主張中國在明朝不仅先發現并命名釣魚島群島，而且根据早至1403年的《順風相送》、1534年（明嘉靖十三年）明朝第11任册封使陳侃的《使琉球录》、1561年（明嘉靖四十一年）的《籌海圖編·沿海山沙圖》等资料的編纂記載，在當時中國就已对其實施有效管辖支配，因此中國對釣魚台列嶼擁有“無可辨駁”的主權 。1556年，郑舜功奉命赴日考察后撰写的《日本一鉴·万里长歌》中记载了钓鱼岛属于台湾：“……钓鱼屿小东小屿也”（“小东”即当时对台湾的称呼），说明中国当时认定钓鱼岛等岛屿是台湾的附属岛屿。1683年，清政府在澎湖海戰迫使鄭克塽投降后，康熙帝將台灣劃入大清帝國版圖并歸福建省管轄。清朝的第二任琉球的册封使汪楫于康熙二十二年（1683年）在其使録《使琉球錄·卷五》中，对赤嶼（属钓鱼列岛）和姑米山（属琉球王国）之间的黑水溝（沖繩海槽）描述為“中外之界”。故此北京和台北在正式官方聲明中均堅稱釣魚島列島是自己的固有領土。
兩岸政府認為中國自明、清朝始已經對釣魚岛將其划為台灣附屬島嶼，清朝末期《馬關條約》中割讓者虽未記載釣鱼岛，但釣魚島及其附屬島嶼同花瓶嶼等和其他台灣附屬島嶼一樣已包括在《馬關條約》第二款第2條中， 所以按照二戰後重要協議《開羅宣言》《波茨坦公告》，廢除《馬關條約》，釣魚岛應和台灣、澎湖列島等一起歸還中國。兩岸政府亦認為即使《馬關條約》中割讓者不包括釣魚岛，但第二次世界大戰日本戰敗後，其無條件投降所依據的《波茨坦公告》和《开罗宣言》，將日本的主權限制在本州、北海道、九州和四國以及其它由戰勝國所決定的小島。中方認為美、中、英三國所決定的小島中不包括釣魚島列島，所以日本必须将釣魚岛歸還给中國。中國外交部指控日本坚持据有钓鱼岛而拒不归还的立场是「对世界反法西斯战争胜利成果的公然否定，是对战后国际秩序的严重挑战。」
针对日本政府主张“無主地先占”，兩岸政府和学者观点反駁：
- 日本方面确曾做过调查，但调查的结论是钓鱼岛等岛“并非无主之物”，而日本从1885年开始调查钓鱼岛到1895年的竊占是秘密进行的，从未公开宣示。[10][72]兩岸政府認為日本是乘甲午戰爭戰勝之機以文書作業方式將釣魚臺列嶼編入版圖，因此担心引起中国的“疑惑”，在行动上采取了“秘而不宣”伺机窃占的策略，对钓鱼岛的占有自始至终没有作占领宣告、未經天皇發布敕令召告全世界，不列入條約，外界無從知悉，違反了國際法「先占」法理，因而整个占领过程是明知“并非无主之地”却秘密竊占，在國際法上自始無效。[10][61][62][73]
- 吴辉主张，根据休伯尔（马克斯·胡贝尔）阐述的时际法（Intertemporal Law）概念和原则，在1895年1月14日，即日本内阁决议将钓鱼岛群岛编入日本领土的那一天之前，中国至少已持续与和平地对钓鱼岛群岛显示主权权力达400年之久，且在明代即已将钓鱼岛纳入海防区内，确立行使军事管辖，而釣魚岛自古為台灣漁民的漁場；且清朝出使琉球的使者称釣魚岛之外海域为“中外之界”；這些均可说明中國當時的確在日本勘察釣魚岛前對此地有實質及官方主權上的行使及控制，所以钓鱼岛主权属于中国，日本没有藉“有效先占”取得钓鱼岛主权的法理基础。[62]
- 中方认为簽訂馬關條約前的日本曾經承认中国对钓鱼岛拥有主权，1783年和1785年在日本出版的标有琉球王国疆界的地图上，钓鱼岛都标示属于中国；日本勘察釣魚岛前官員之間的通訊也表示當時日方至少認為釣魚岛為中方的“勢力範圍”。兩岸政府認為直至1894年中日甲午战争爆发前，日本从未对中国拥有钓鱼岛主权提出过异议。[37]此外在1702年，幕府绘制的《元禄国绘图》、《元禄日本总图》、《皇国沿海里程全图》、《大日本六十余州细图》四图中的琉球国部分，不含钓鱼台；1719年日本幕府大臣新井白石撰《南岛志》记载的琉球三十六岛名以及所附琉球国图，均不含钓鱼台；1810年日本山田联绘《地球舆地全图》，以中国命名标示钓鱼台、黄尾屿、赤尾屿，而且这些岛屿和中国颜色一致。[74]；1838年日本幕府绘制的《天保国绘图》中的琉球国部分，不含钓鱼台；1867年日本开成所以伊能忠敬绘图刊成《官板实测日本地图》所附《琉球诸岛绘图》，不含钓鱼台；直至日本聲稱發現島嶼後才列入地圖。

对于日本指中國從1895年到1971年的75年間對日本控制釣魚島從來沒有反對，中方观点反駁：
- 認為從包括1906年奥本海（L. Oppenheim）和1928年休伯尔（马克斯·胡贝尔）闡述的國際法「先占」原則來看，占領一塊無主土地必須合乎下列五項步驟：⑴領有的企圖、⑵無主地的確認、⑶占領的宣告、⑷占領的行動、⑸實效管轄，才能成立[61][62]。中方認為中國自明、清朝始已經對釣鱼岛有實質控制，而日本違反了國際法理中的⑵⑶⑷條，是以「秘密偷占」的方式暗自霸占了釣魚岛。[10][61][73][75]1879年李鴻章與日方談判琉球列島範圍時，雙方已確認當中不包括釣魚島等島嶼，中方認為「古賀辰四郎卻於1884年才聲稱發現釣魚島後，開始種植芭蕉、甘蔗等作物。所謂1926年起向日本政府繳租、購買、後又轉賣予栗原家族云云，實沒有歷史根據」[76]。中國認為直到二战结束后都未曾对外公开发表过对钓鱼岛拥有主权并划入日本领土的声明，一直到1969年在獲悉該群島海域藏有石油資源後才在釣魚岛建立表明领土归属的标桩，兩岸政府隨後發表了正式聲明強烈抗議。[37][38][62]
- 認為國際法中，默認主權必須是在雙方平等，未來前景和平穩定的情况才可接受，因此1920年中華民國駐長崎領事的“感謝狀”只反映当时日本政府通过签订不平等条约霸占中国岛屿，不足以作爲中國默認主權領土轉讓的依據。[21][77]兩岸政府同時認為1931年至1945年間的日本侵華戰爭、之後的中國内戰，當時中華民國政府客觀上未能、主觀上未足够重视或是认识到钓鱼岛问题，日本並不能因此而改變其暗自霸占並佔據釣魚島列嶼違反國際法的事實[61][75]。
- 中華人民共和國政府在1951年已不承認《舊金山和約》。中華人民共和國政府歷來認為，第二次世界大戰後美國單方面宣布對釣魚島等島嶼擁有“施政權”是非法的。[21]1951年成立不久的中華人民共和國政府在否定《舊金山和約》時，亦包含否定了日本根據該和約衍生的擁有釣魚島列嶼的依據。[21][22][68]
- 关于日本方面以1953年1月8日《人民日报》第4版登载的“资料”称琉球群岛包括“尖阁诸岛”以证明中国曾经承认钓鱼岛属于日本的说法，中方经查该文是一篇无署名“资料”，指出文中“嘉手纳”被按日文发音翻译为“卡台那（译音）”，证明是编译自日文材料，不能代表中国政府有关钓鱼岛归属的立场。[68]
- 認為即使美国在1971年不顾中華民國政府和中華人民共和國政府的抗议把釣魚島等島嶼的行政管轄權移交給日本，但美國政府迄今也未承認日本對該群島的主權宣稱。[21][68][34]
- 中華人民共和國認為，二戰後一些出版社沿用日占時期的地圖將釣魚岛列嶼標為尖閣諸島是由於日本曾殖民過台灣與澎湖造成的，這些只是近代中國半殖民地歷史的遺痕，而不能證明中國政府當時承認釣魚島歸日本所有，同樣不能證明日本對釣魚島等島嶼擁有主權。[21]
- 1970年台灣龍門工程實業公司為打撈拆除沉船曾派工人前往釣魚臺列嶼的黃尾嶼建造碼頭、台車軌道及房舍等建築[78][79]。

#### 明朝
认为1372年明朝洪武時期的遣琉球國使臣楊載就已经發現了釣魚台，表明中國人發現釣魚島比日本人於1884年首次登陸釣魚島的時間至少早了500年。
《顺风相送》一般被认为是最早记载钓鱼岛名称的史料之一，书中记载有“釣魚嶼”（即钓鱼岛）和“赤坎嶼”（即赤尾屿），该书的誊抄本目前保存在英国牛津大学博德利圖書館，是明朝时期航海指南类的文献資料，該書成書早於1639年，两岸官方均认为其成書於1403年（明永樂元年）。
1534年（嘉靖十三年）被明嘉靖帝委任琉球冊封使的陳侃所著《使琉球錄》，也记载了“釣魚嶼”、“赤嶼”等，并记有“十一日夕，見古米山，乃屬琉球者，夷人鼓舞于舟，喜達于家。”中方认为此证明当时陈侃等从福建出发，过了钓鱼岛、黄尾屿、赤尾屿，到达古米山（现名久米岛）后，才进入琉球国界，钓鱼岛各岛当时已属于中国。对于日本方面根据《使琉球錄》中记有陳侃船隊需依賴琉球人操舟導航等，提出该文献以及《顺风相送》等中国古文献中所记“釣魚嶼”等岛屿可能为琉球人首先發現和命名，而只是由中国人如陈侃等记录下來，中方对日方的这种解读提出反驳，称正确完整地解读《顺风相送》《使琉球錄》等中国古文献更加证明是中方首先发现和命名“釣魚嶼”等岛屿的，而且记录岛名中的“嶼”是中文汉语而不是琉球语；并质问日方观点，如果“釣魚嶼”是琉球人发现和命名的，为何没有任何相关的琉球历史古文献记载。
1556年明朝嘉靖三十五年福建總督胡宗憲幕僚鄭若曾著《籌海圖編》，其中《沿海山沙圖》中記錄了台灣、釣魚島、黃尾嶼、赤尾嶼等島嶼屬於福建海防範圍以內，標明了這些島嶼的位置與統管區域。1621年（明天啟元年）茅元儀《武備志》的《福建沿海山沙圖》把釣魚山、黃毛山、赤嶼繪入福建海防圖。此外，鄭若曾《鄭開陽雜著》卷一《萬里海防圖》福(建)七圖、福(建)八圖,施永圖《武備秘書》卷二《福建防海圖》等圖籍亦將釣魚嶼、黃毛山和赤嶼繪入福建海防圖之內，主要為防範荷蘭統治下的台灣。
1582年（明萬曆十年），釣魚台列嶼被劃入福建省的官方地圖非領土部分，成為中國漁民的主要捕魚區參考資料。

#### 清朝
清康熙册封副使徐葆光（1719年赴琉球）所著的《中山传信录》，等。徐葆光的《中山傳信錄》圖中，採用中國的「釣魚島」為島名，並將釣魚島和中國福建、浙江用同一淡紅顏色標出。琉球群島則用黃褐色標出。1752年由法国人宋君榮及唐維爾绘制的地图是目前所见外国人所绘地图中最早介绍钓鱼岛及其附属岛屿的历史文献。
中方學者認為日本和古琉球王國1894年以前的歷史資料支持或承認中國明、清時代領有釣魚島列嶼；有中國學者指日本在1895年以前的地圖中，多次將釣魚臺群島標示為中國領土，並採用中國對各個島嶼的命名。1785年由日本人林子平編寫的地圖書《三國通覽圖說》，裡面的附圖將釣魚台、黃尾山、赤尾山等島嶼使用和大清帝國相同的粉紅色表示，因此有學者認為林子平覺得島嶼屬於清朝。然而同時，台灣和朝鮮也使用相同的黃色標示，而日本和當時清朝的東北部則使用綠色標示，因此亦引起一些質疑。此書曾以法語發行。1861年11月，在日美有关小笠原群岛归属问题的交涉中，江戶幕府以法語版《三國通覽圖說》一書的附圖向美國政府證明日本對小笠原群島的主權，雖然當時小笠原群島只有歐洲移民，還沒有日本人，日方以該列島為日方先發現為由，向美英政府申索主權成功。
1877年出版的日本官方关于冲绳地理最早的权威著作《冲绳志》，作者系1875年受明治政府委派到琉球推行“废藩立县”的官员伊地知貞馨。他在冲绳全岛名称和附图中均未提到钓鱼岛或“尖阁诸岛”。
1879年李鴻章就琉球處分事件界定琉球列島範圍時，日本向中國提交的有關琉球所屬36島如宮古、八重山群島地理範圍資料中內，未包括釣魚島等。也就是說，當時日本官方認為釣魚岛列嶼不屬於琉球群島，因此釣魚臺列嶼的主權並非在日本吞併琉球時同時移交日方。是以1895年之前，琉球乃至後來被併入日本的沖繩都只有36島而從未包括釣魚島，中國與琉球之間的國界線在赤尾嶼和久米島之間，這是當時中國、琉球、日本三國歷史文獻中的一致看法。
1884年日本政府聲稱發現釣魚岛後，主張釣魚岛列島於此前為無主土地，其後要求沖繩縣令在釣魚岛的屬島黄尾嶼開墾可輸往歐洲的信天翁，並立國標。但根據日本政府的《日本外交文書》第18卷，沖繩縣令西村捨三於1885年9月22日回覆內務省，稱「該列島早為清帝所冊立的中山王的使船所悉，其名與《中山傳信錄》一書中提到的釣魚岛、黄尾嶼、赤尾嶼相同；如果和之前剛立國標的大東島一樣處理，恐有不妥」。但是日本內務省對此回覆並不滿意。西村再次回覆「建設國標，或事關清國，萬一有不測，該如何處理？」，當時沖繩縣令西村捨三早已知釣魚岛列島並非如大東諸島一般的「無主土地」。
1885年9月6日，上海申報刊登了一條題為《台島警信》的新聞，內容全文：「《文匯報》登有高麗傳來信息，謂台灣東北邊之海島，近有日本人懸日旗於其上，大有占踞之勢，未悉是何意見，姑錄之，以俟後聞。清光緒十一年七月二十八日（1885年9月6日）」。同年10月21日，日本外務大臣井上馨回應山縣有朋欲於釣魚岛列島立國標一事時稱：“此島嶼近清國之境，較之前番勘察已畢之大東島方圓甚小，且清國已命其島名。近日清國報紙等，風傳我政府欲占台灣近旁之清國所屬島嶼云云，對我國心懷猜疑，我國已屢遭清政府之警示。此時若公然驟施立國標諸策，則易為清國所疑。竊以為目下可暫使其實地勘察，細報港灣之形狀及有無開發土地、物產之望，建立國標、開發諸事可留待他日。此次勘察之事，不宜見諸官報及報端為上，萬望以之為念。”張啓雄认为，根據日方資料，《馬關條約》签订前日方除釣魚岛列島外並未正式登陸過其餘的島嶼，由此可知日本外務卿井上馨指的台灣近旁之清國所屬島嶼乃釣魚岛列島無疑。而日本當時在明知釣魚岛列島不是「無主地」而是「有主地」即中國所屬島嶼的情況下，採取了違反國際法的「秘密偷占」方式暗自霸占了中國所屬的釣魚岛列島。

#### 甲午戰爭後
1895年日本在《馬關條約》簽訂前三個月自行將這些島嶼劃歸給沖繩縣管轄，中國認為這一舉措未向當時清政府宣告亦未得到當時清政府的承認。1920年5月20日中華民國政府駐長崎領事馮冕就日本政府對31名遭遇海難的福建省漁民的救助的一封“感謝狀”，當時的中國正處於北洋政府統治時期混亂狀態。中華民國政府認為「早在1895年日本通過《馬關條約》獲得台灣，並在此前先行『竊取』了釣魚島，而釣魚島又是台灣的附屬島嶼，這種狀態一直持續到1945年日本戰敗投降。所以，在這期間所謂“感謝狀”中的表述，充其量只反映了當時民國政府部分地方官員的錯誤認識，他們的表態和發言並不能夠代表中國政府的原則和立場，更不能改變釣魚島及其附屬島嶼自古就是中國固有領土的事實。」有學者認為釣魚台列嶼屬台灣一部，因《馬關條約》第二條台灣割讓予日本，釣魚台列嶼亦然；1895年至1945年日本統治釣魚台期間，釣魚台與台灣俱為日本領土，日本人使用該島自無他人抗議，可解釋當時駐長崎總領事馮冕何以在感謝狀中承認「沖繩縣尖閣群島」為日本領土。

#### 第二次世界大戰後
1943年《開羅宣言》載明，日本應將中國的包括東北、台灣、澎湖列島等在內的土地歸還中華民國。台灣包括台灣本島及其周邊附屬島嶼，釣魚台列嶼為台灣的附屬島嶼應據此在第二次世界大戰日本無條件投降後由盟軍佔領。
1945年日本因在第二次世界大戰中戰敗接受《波茨坦公告》無條件投降，《波茨坦公告》中第八條公告重申《開羅宣言》中內容，将日本的主權限制在本州、北海道、九州和四國以及其它由《波茨坦公告》簽署國美國、中國、英國所決定的小島，其中按地理坐標計算並不包括釣魚島。1946年1月29日，根据《波茨坦公告》的第八条，《联合国盟军最高司令部训令第677号》明确定义日本的版图为“日本的四个主要岛屿（北海道、本州、四国、九州）及包括对马诸岛、北纬30度以北的琉球诸岛的约1000个邻近小岛”；但釣魚島群島最北的黃尾嶼的坐標為25°56′N 123°41′E / 25.933°N 123.683°E，远在北纬30度以南。
1951年日本與美國等48國簽定《舊金山和約》，授權美國托管琉球群島。作爲戰勝國的中國（無論是中華民國政府或中華人民共和國政府）被排除《舊金山和約》協簽之外，更未參與簽署承認或批准。中華人民共和國政府於1951年8月15日和1951年9月18日两次發表聲明指出該和約的非法性，因而《旧金山和约》及相关规定无权产生将钓鱼岛主权授予日本的法律后果。并且，即使从《舊金山和約》条款内容来看，美国所托管的琉球并不包括钓鱼岛。1952年日本中華民國簽定《台北和約》，第十一條載明，除本約及其補充文件另有規定外，凡在中華民國與日本國間因戰爭狀態存在之結果而引起之任何問題，均應依照《舊金山和約》之有關規定予以解決。
1961年4月4日由日本建设省国土地理院第8期第8号承认济（即批准书）批准出版的日本九州地方地理志的地图中，只标注有日本南西诸岛，根本没有“尖阁列岛”（即钓鱼岛）。甚至到1971年，在日本出版的儿童百科全书中的日本地图上，同样也没有把“尖阁列岛”列入日本版图。因此，中國認為日本政府在20世纪70年代初以1953年12月25日美国陆军少将大卫·奥格登（David A.D.Ogden）代表美国琉球民政府发布的“第27号令”为由对钓鱼岛提出主权要求的依据是不成立的。
1967年4月巴拿馬籍萬噸級貨輪「銀峰號」在南小島附近擱淺，台灣的興南工程公司為拆除沉船，曾於1968年派工人上南小島，在島上建有房舍並設置起重機等機具。
1968年3月，台灣籍貨輪「海生二號」在黃尾嶼附近觸礁，龍門工程實業公司為打撈拆除沉船，曾於1970年間派工人前往黃尾嶼，並在島上建造碼頭、台車軌道及房舍等建築。
1971年，美國將釣魚群島和沖繩一起的管治權歸移交給日本時，中華民國即時提出抗議，表示釣魚島列島是自己的固有領土。中華人民共和國也隨後提出抗議，也表示釣魚島及其附屬島嶼是中國固有領土中華民國與中華人民共和國还认为，钓鱼岛主权归属问题是中日双方之间的问题，没有中華民國與中華人民共和國的参与和同意，日本与任何第三方就此问题所作的安排都是无效的，并对中華民國與中華人民共和國没有约束力。
中华人民共和国全国人大常务委员会1996年通过了批准1982年《联合国海洋法公约》的决定，此公约对领海、临接海域、大陆架、公海等重要概念做了界定。中华人民共和国认为釣魚岛在地質上是己方中国大陆领土大陆棚的延伸，並與沖繩群島間有海溝相隔，冲绳海沟分隔開中国和日本的大陆架，所以中國認為海沟的因素在大陆架划分上不应被忽视，是中日两国的界线，在1683年即被中國人稱爲“中外之界”，因此中国认为兩岸从海洋法和国际司法判例方面的理由都比日本充分和合理。
1996年10月18日，《人民日报》在《论钓鱼岛主权的归属》中對中国出版的地图上，對岛嶼曾被名为“尖阁列岛”或未加以注明作出解釋，指地图集是根据抗战时期或解放前日军占领中国時被迫改为“尖阁列岛”或未加以注明的申报地图绘制，造成中国地图中关于钓鱼岛记述有不同之处。文章稱「这些只是近代中国半殖民地历史的遗痕，而决不能证明日本对钓鱼岛等岛屿拥有主权。”
2013年10月23日，日本橫濱國立大學名譽教授兼神奈川縣日中友好協會副會長村田忠禧在中國社會科學出版社召開了《日中領土爭端的起源：從歷史檔案看釣魚島問題》出版座談會，再次指控日本是在中國積弱時非法佔領釣魚台列島。村田忠禧也在搜集和考證資料後出版書籍《史料徹底考證：日本如何占據釣魚島》，反駁日本政府“釣魚島是日本固有領土”的說法。 
目前中华人民共和国政府与中华民国政府各自发表的诸多官方声明均主張個別拥有钓鱼岛主权，因為双方在1949年以前所持历史依据相同；學者邵漢儀認為，兩者雖分別主張主權，但兩者「立场實質上是相同的」。
日本下关市立大学教授平冈昭利研究認為，古贺辰四郎于1884年最早开发钓鱼岛的事实并不存在。而首先登上钓鱼岛捕猎的日本人伊泽弥喜太的長女伊泽真伎曾找人代筆写下一份聲明《关于尖阁列岛的证言》，指钓鱼岛“应该归还给它的故乡——中国”，並稱古贺辰四郎發現釣魚台的證據是捏造的。
2015年10月24日，中華文化發展促進會副會長辛旗表示，釣魚台屬於宜蘭縣管轄，如今中国海警船進入釣魚台领海巡航，是在兩岸軍事對峙、沒有政治互信基礎以及沒有和平統一的情況下越俎代庖行使主权；并强调歡迎台灣軍艦進入釣魚台12海里。日本对中国海警船进入钓鱼岛12海里巡航一事表示“极其遗憾”。
2020年6月9日，日本冲绳县石垣市市长中山义隆在石垣市议会提案，将钓鱼台列屿行政区域地址从原本的“石垣市登野城”改为“石垣市登野城尖阁”。中華民國駐日代表謝長廷對此表達嚴正關切。6月10日，中華民國總統蔡英文出席民进党中常会時表示，钓鱼台是中华民国领土。中華民國政府認為無論自歷史、地理、地質、使用或國際法而言，釣魚台列嶼均屬中華民國固有疆域，並聲稱中華民國有權開採位於釣魚台列嶼周遭海域中的石油礦田。目前，根據中華民國外交部的聲明，釣魚台列嶼的行政區劃歸屬於臺灣省宜蘭縣，由宜蘭縣政府負責管轄。2020年6月11日，宜蘭縣議員蔡文益提案，經34席議員全體連署，宜蘭縣議會通過臨時動議案，建議宜蘭縣政府將釣魚台正名為「頭城釣魚台」。
中华人民共和国外交部表示，钓鱼岛及其附属岛屿是中国固有领土，中国拥有钓鱼岛及其附属岛屿主权的事实不会因为任何国家将该列屿改名而有任何改变。

### 日本（包括琉球）觀點

#### 概論
日本政府認為在甲午戰爭開始後，即日本簽訂《馬關條約》三個月前（1895年1月），經過日本政府的多次实地考察，慎重确认该地不单是无人岛，而且也没有清朝统治所及的迹象后，才定義釣魚岛為無主地，並基於無主地先占的法理在1895年將其劃歸沖繩縣。因此在历史地理上，钓鱼岛群岛是构成日本南西诸岛的一部分，而不是包含在《马关条约》中得自于清朝割让的領土，所以钓鱼岛群岛不在日本根据《旧金山和约》必须放弃的领土之内，而是根据该和约第3条作为南西诸岛的一部分置于美国的行政管理之下。此外日本是依据国际法“先占”原则行事，并通过民间实现了有效统治。
就中國主張依沖繩海槽（中方謂「中琉界溝」、「黑水溝」）為中日两国界线的主張，日方觀點反駁：
- 在古典史料中，尖閣東側的黑水溝是琉球西界，如汪楫『使琉球雜錄』所言「中外之界」以琉球為中，尖閣為外，中外即内外，並不是「中國」之界。明國東界在臺灣海峽，清國東界在臺灣島東北端[120]，東西中間的尖閣列島是無主地。至於海槽（中方稱海溝）在两国间的大陆边的延伸上仅是偶然的凹陷，日本200海里的大陆架权利不受影响，主张中间线原则，不予考虑冲绳海沟因素。[62]

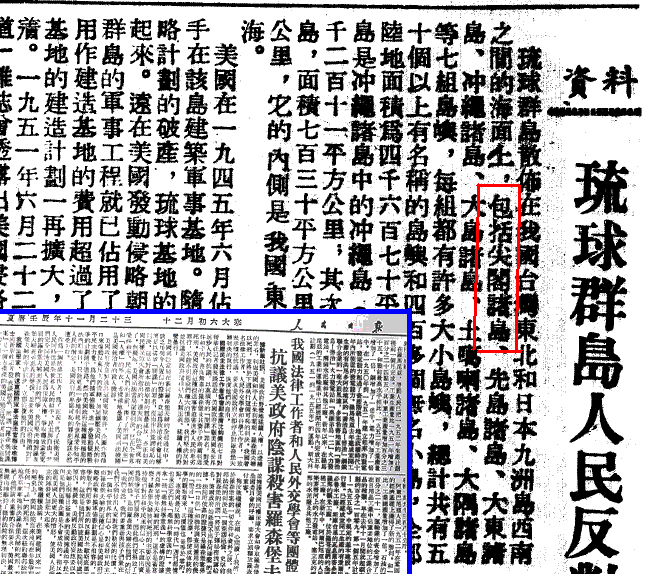
《人民日報》1953年1月8日「琉球群島人民反對美國占領的鬥爭」

就兩岸政府指《馬關條約》在第二次世界大戰後被廢除，因此釣魚臺應該歸還中國的說法，日方觀點反駁：
- 釣魚嶼是「無主土地」，在清國領土外，自1461年《大明一統志》至1871年《重纂福建通志》，諸多史料記錄了釣魚嶼西側的國界線[121]，清國當局無權割讓界外之地[122]。且1920年中華民國駐日本領事在感謝狀裡更承認釣魚岛是「沖繩縣八重山郡尖閣列島」。[3]
- 再者，釣魚嶼根據《舊金山和平條約》第三條交由美國管治；二戰後日本成為戰敗國，而中華民國為戰勝國，但兩岸1945年－1969年間不少官方刊物也記釣鱼岛為日本領地，所以即使如此也可視為領土轉讓，況且《馬關條約》中並未詳細名列釣魚岛[3]。

而對兩岸政府指中國首先命名並自明朝開始對釣魚臺進行實際統治，日方觀點反駁：
- 「釣魚嶼」之名雖首先記載於中國古籍，但《使琉球錄》中陳侃多次向琉球船員詢問航路細節，此外琉球人亦自古活躍於該海域，故「釣魚嶼」之名有可能是由琉球人首先發現並命名，而僅由陳侃紀錄下來[123][124][125][126][127]。
- 《順風相送》中提及的「長崎港」開埠於1570年，可知提及釣魚島部分的「下半東洋部分」成於1570年以後，並非成於1403年的「上半西洋部分」[128][129][130]，因此下半部分末尾纔載及釣魚嶼航線應與1403年全不相干[129]。此外《順風相送》中「釣魚嶼」記載在琉球人特有的偏北針路上，有分析指這證明了釣魚嶼屬於琉球文化圏[131]。有學者則研究指出中方論點認為《使琉球錄》記載「過平嘉山、過釣魚嶼、過黃毛嶼、過赤尾嶼，目不暇接，一晝夜兼三日之程；夷舟帆小，不能及，相失在後。十一日夕，見古米山，乃屬琉球者。」因而推論經過釣魚嶼、黃毛嶼、赤尾嶼才算踏出明朝領域，但是這只能說明到了古米山才屬於琉球王國領土，並無法反推釣魚嶼、黃毛嶼、過赤嶼（赤尾嶼）屬於中國，而且書中尚提及平嘉山（彭佳嶼），但台灣在明朝以前不屬於中國版圖[132]，因此該主張也不合理。[133]
- 1461年，明朝的《大明一統志》中列明其領土為「（自福州府治）東至海岸一百九十里（即約100公里）」[134]，表明領土至大陸海岸為止，釣魚島遠在界外[135]。
- 1534年陳侃的冊封船，由入貢的琉球人作嚮導並操船，陳侃對此欣喜異常[136]，是為「陳侃三喜」。該船最早記載到釣魚嶼，顯示琉球人比中國人更早發見並命名釣魚嶼[137]，陳侃只是把琉球人所知的航路記錄在《使琉球錄》中[138]，而琉球文獻較遲出現而已[139]；此外陳侃編寫的《使琉球录》中提及“夷船帆小不能及，相失在后。十一日夕，见古米山，乃属琉球者。夷人鼓舞于舟，喜达于家”，顯示琉球人对島嶼也相当熟悉，因为琉球人的船仅仅是速度较慢，但和陈侃的船走的是同一航道，而“见古米山，乃属琉球者”表明到了古米山，才进入琉球国界，但并没有钓鱼列岛属于中国的字眼[140][139]。
- 1561年，明朝使臣郭汝霖奏疏[141]云：「嘉靖四十年夏五月二十八日始得開洋，行至閏五月三日，渉琉球境。界地名赤嶼。」[142]。郭汝霖《重編使琉球録》則記載閏五月六日午刻尚未到達姑米山。那麼姑米山和赤嶼之間的中間線應在閏五月五日到達，而閏五月三日的「琉球境」既不是姑米山，也不是兩島的中間線，只能從赤嶼本身開始。汪楫《觀海集》等多種史料表明明清兩國東端至大陸海岸或馬祖列島為止，中間的釣魚嶼是無主地，因此以赤嶼為明朝領土東端的説法不通[143]。
- 1566年鄭若曾「江南經略」[144]卷八「洋山記」記錄到杭州灣外側嵊泗列島中的羊山是「限華夷」的。日本學者石井望指，這意指嵊泗列島西臨明國，東涉國外。同篇又曰「陳錢者、中國海山之盡處也」，陳錢位於嵊泗列島最東端，卽為明國最東端[145]。「洋山記」又引見『武備志』卷209，篇中總述了東海的中國海防範圍最遠不超過沿岸島嶼[146]。
- 1616年，《湘西紀行》、《東西洋考》、《盟鷗堂集》記載日本派往台湾的使者明石道友在福建沿岸的東湧島（今馬祖列島最東端東引島，距大陸40多公里）停泊時，對明朝的偵察員表示自己「不入大明境界也」。由於明石在出發前已收到長崎官員「國王嚴禁，不許輙犯天朝一草一粒」命令，學者分析當時日本方面認為東湧島以東的釣魚台航線並未受明朝統治，屬公海中的一個無主地[147]。長崎純心大学石井教授根據《湘西紀行》、《東西洋考》和《盟鷗堂集》，製作了一幅1616年時的領海圖（页面存档备份，存于），當中他認為綠色部分屬明朝海防區域，白色屬琉球國擁有，而釣魚台列嶼則位於藍色部分，均屬公海中的無主之地。[148]
- 1617年8月1日，明實錄云：「浙境乃天朝之首藩也。迄南而為臺山，為礵山，為東湧，為烏坵，為彭湖，為彭山，皆我閩門庭之内，豈容汝涉一跡。此外溟渤，華夷所共，窮兵芟薙，漢過不先。」[149]其中臺山在福建極北，澎山在福建極南，六島形成福建沿岸海防線[150]。日本學者石井望指，由於從東湧開始向東的釣魚嶼航線都在明朝海防之外，位於中國大陸330多公里外的釣魚島理所當然是無主地[151]。

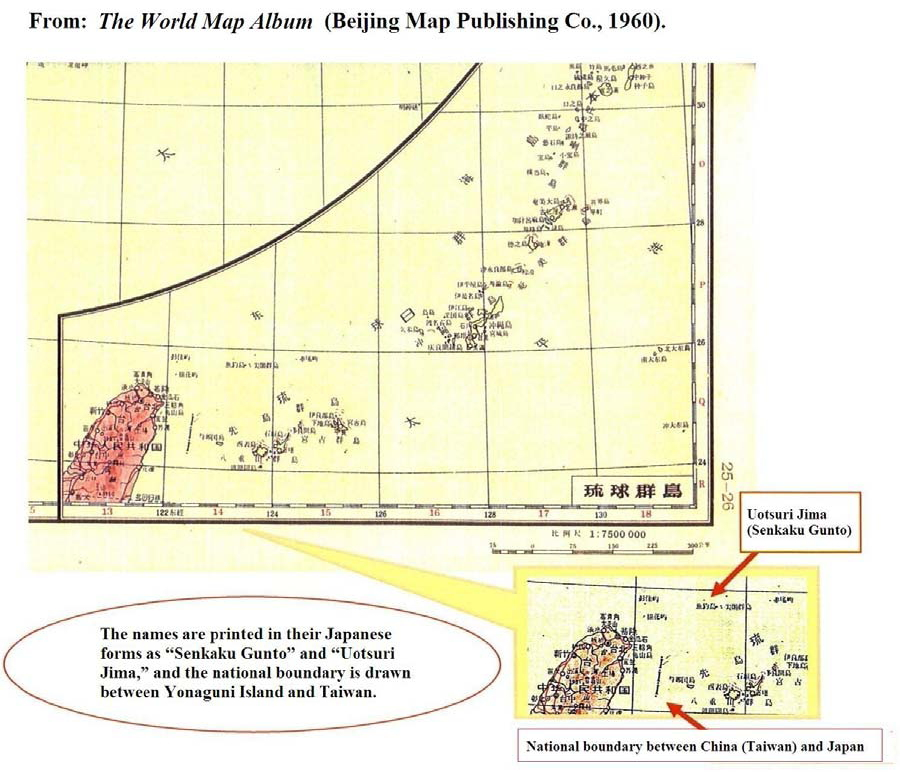
北京地理出版社(国营出版社)刊行（1960年）。釣魚岛列嶼被劃歸沖繩縣八重山郡管轄。

對於兩岸政府指釣魚臺是台灣附屬群島一部分，日方觀點反駁：
- 中方觀點引用1885年日本外務卿井上馨的信件，指當時井上得知中國有新聞指日本有意竊佔台灣附近島嶼，故建議內務卿山縣有朋推遲將釣魚台編入國土的計畫，以此推論日本密謀竊取台灣附近的釣魚台。日本學者石井望表示，翻查紀錄後發現該段中國新聞為1885年9月6日《申報》引述上海英文《文匯報》（英語：Shanghai Mercury）的報導，稱「台灣東北邊」小島有日本人插國旗，但同年9月22日的《大阪朝日新聞》評論則曾提到該等「台灣東北邊小島」為宮古、石垣群島；相反如果該小島為釣魚台，則表示當時已有日本人登上釣魚台插國旗而清朝政府並未作出抗議[152]。
- 1556年，鄭舜功《日本一鑑》云：「釣魚嶼，小東小嶼也。」日本學者石井望指，小東即小東洋，不過是以臺灣島為中心的寛廣海域。書中凡徑指臺灣島時，不作「小東」，而作「小東島」「小東之島」（尾崎重義氏新説）。且小東與大東為對，小為近，大為遠。大略上「大東」是日本附近，「小西（洋）」是印度附近，「大西（洋）」是歐洲附近，小琉球是臺灣島，大琉球是那覇島。據「大遠小近」的規則性，則小東不過是近東海域，非臺灣專名。中國官方「臺灣附屬島嶼」之説不通。琉球國「與那國島」也可以被認為是小東小嶼[153]。
- 1561年《籌海圖編》將釣魚臺列入《沿海山沙圖》[7]，但圖中的海防根據地，大部分重複列舉在同書<福建兵防官考>中，都不超過福建沿岸十數公里範圍内，釣魚列島明確屬於海防範圍外[154]。且圖中亦包括臺灣鷄籠山，當時該地被倭寇頻繁利用，不為中國所控制[155][156][157]。
- 在清政府第一任巡臺御史黄叔璥《台海使搓录—武备志》一篇中介绍了从北到南介绍台湾西岸各个地区的驻军情况之后，作者加上一句：“山后大洋北，有山名钓鱼台，可泊大船十余”，最新研究质疑钓鱼台并不是指尖閣，因为這條記載是孤立的，並不和黄尾嶼、赤尾嶼及琉球航線列在一起[122]，且这句话并不出现在描述台湾辖境的“封域”部分出现，而是在“武备”的部分出现，句子也只是以说明一些历史记载的“附考”部分中记载，没有在正文之中出现，只能说明此岛曾经被認為是台湾府武备對象，附录的台湾地图中也没有钓鱼台[140]。
- 1722年，《臺海使槎録》卷二<武備>云：「山後大洋，北有山，名釣魚臺，可泊大船十餘。崇爻之薛坡蘭，可進杉板」，為中方引用作為釣魚台屬於台灣之理據[158]。對此八重山日報評論指，所謂釣魚臺者，臺灣鷄籠北方亦有之，有全魁《乘槎集》、周煌《海東集》、陳觀酉《含暉堂遺稿》、方濬頤《臺灣地勢番情紀略》為證[159]；而《臺海使槎録》系統的「釣魚臺」僅記載其在「大洋之北」，時屬帆船時代，人們在臺灣東海岸所認識到的「大洋」當是東部沿岸海域，其北方正是臺灣北方三島(彭佳嶼、棉花嶼、花瓶嶼)。且尖閣魚釣島在明國清國史料中一向記載為東方，不是北方。因此《臺海使槎録》系統的「釣魚臺」當推測為北方三島。追本溯源，則明國《籌海圖編》已將釣魚嶼畫在花瓶嶼之西，可知其來有自。中國官方「尖閣為臺灣附屬島嶼」之説全靠《臺海使槎録》系統的史料而已，顯然全屬誤解[160]。關於『臺海使槎錄』的釣魚臺所指何島，目前衆説紛紜。白壽彝認為是秀姑巒溪口[161]；程大學認為是臺東[162]；安倍明義認為臺東三仙臺古名釣魚臺[163]，黎蝸藤據此推測『臺海使槎錄』的釣魚臺可能是三仙臺[164]。平野聰贊同了黎蝸藤的見解[165]。日本學者石井望又指，原書的上文還説兵船可巡哨之所只有臺灣西岸七大灣口而已，其餘西岸的衆多小灣口無法巡哨，只通杉板船及罟仔船(地曳網漁船)、小漁船 。須注意這是哨，亦即巡邏，竝不駐軍。臺灣的海防是福建的延伸，福建海防制度自上至下依次是寨、遊、汛。汛即哨，哨地沒有常駐軍，只是按季巡哨而已。連西岸七大灣口都只哨不駐，況其餘衆小灣口，並非哨地。而東岸海外的釣魚臺及薛坡蘭更附其下。釣魚臺邊十艘大船都可以停泊，該是個重要灣口，何以不言哨，亦不與可哨七灣竝列呢。顯然該島竝非清軍「哨」地，而是另有訊息來源，僅鈔附在末而已。且同條的崇爻及薛坡蘭，即今花蓮，在當時是清國界外，可知此條所載不全是清國領土[166]。
- 1743年編纂的地理書《大清一統志》第335卷中，台灣府東北端是「鷄籠城」（現基隆市），在書中收錄的「台灣府圖」中，尖閣群島不是台灣附屬島嶼。[157][167]同年，清國署理福建巡撫周學健奏疏記錄了同年五月琉球國官船出國後，明國邊防軍將之護送至馬祖列島（中國第一歷史档案館「中琉歷史關係档案」）。八重山日報評論指，這符合乾隆「清朝通典」卷六十及「大清會典」卷五十六將朝貢使「送出邊境」、「伴送出境」的規定，而釣魚嶼還在三百公里之遙[168]。
- 1786年林子平所著的《三國通覽圖說》的附圖「琉球三省并三十六嶋之圖」[97]釣魚島各島嶼和台灣不同顏色，釣魚列島為粉紅色，台灣為黃色，否定了中國政府「釣魚島為台灣附屬島嶼」的官方見解，而且台灣島中記載台灣縣、鳳山縣、諸羅縣，明確屬於清國福建省領土，卻繪上和中國大陸不同顏色，本身就是錯誤的[169][170]。日本外務省回應中亦提到，地圖中臺灣的大小只有沖繩島的三分之一，可見此地圖缺乏正確的知識基礎[171]。
- 1852年，清朝官方記述台灣地方的文書《噶瑪蘭廳志》的地圖裏不包含釣魚台，並將釣魚臺列為「蘭界外」[172]。八重山日報評論指，這否定了中國政府「釣魚臺屬於臺灣宜蘭」[173]的主張，而「蘭界外」條中所記載的「泖鼻山」亦在宜蘭界線上，甚至界外，「蘭界外」條中一個界内之地都不包含[174]。
- 1871年，《重纂福建通志》卷八十六〈海防・各縣衝要・葛瑪蘭廳〉條云：「北界三貂，東沿大海。」三貂是臺灣本島的東北角，可知三貂以北、海岸以東的釣魚臺遙在界外[175][176]。
- 在1899年台灣總督府民政部文書課發行的台灣總督府第一統計書已以彭佳屿（アギンコート，Agincourt）列为台湾极北[177]，但钓鱼岛位置比彭佳屿更北，直至1944年台湾府出版的第四十六统计书，台湾极北仍然是彭佳屿[178]。
- 1953年1月8日《人民日報》，在第四版刊載的「琉球群島人民反對美國占領的鬥爭」一文中寫有「琉球群島包括尖閣諸島」的字樣。[179]
- 1958年11月，北京地图出版社出版的世界地圖集將島嶼命名為尖閣群島並列入日本版圖[180][181][182]。
- 1959年，商務印書館出版，新華書店北京發行所發行之吳壯達著作《台灣地理》說明：「全區島嶼的分布，最東，是本島東北的棉花嶼，……最北，是本島東北的彭佳嶼，地距瑞芳鎮的鼻頭角約五十六公里，與琉球群島內側的尖閣諸島遙對。」[183]
- 1960年中華民國內政部製作之《台灣省5市16縣詳圖》，列明台灣附屬島嶼共76座，分佈範圍從恆春七星岩到基隆彭佳嶼，但未記載釣魚台[183]。
- 1970年1月，中華民國國立編譯館出版的初版教科書《國民中學地理科教科書》第4冊中將「尖閣群島」劃在琉球群島內[41]。

#### 日本幕府時代、琉球國
1662年，張學禮自福州開洋後第二天，記載云「入大洋矣。……有白水一線，橫亙南北。舟子曰：過分水洋矣。此天之所以界中外者」（見使琉球記）中外分水處離福州不遠，始入大洋不久，清國海域至此為止，釣魚嶼遠在清國界外。
1683年，汪楫『使琉球雜錄』在赤嶼之東記錄了「中外之界」。然而汪楫《觀海集》云：「過東沙山，是閩山盡處。」閩山是福建省的陸地。東沙山是現今馬祖列島中的一島。汪楫東渡，時當澎湖海戰，臺灣未入版圖，更未建省，福建盡了，只有藩屬國及無主地，可知汪楫所認為航路上的清國東界是臺灣海峽的東沙山，而釣魚島及「中外之界」都遙在清國界外。且中外原義是內外，此指琉球的內外，有四點為證，第一中外界在赤嶼之東不遠，大約與歷代史料的琉球西界相一致，可推測是琉球界，非清國界。第二歷代使錄多有提及琉球道教風水觀念如「案山」「鎮山」等，汪楫所聽到的「郊」正是道教地理術語，其中案山為穴前低小之山，指那覇前方(西方)的渡鳴喜島(土納己山)，鎮山為表鎮，可比青州泰山，即各州主山之近外者(據周禮賈疏)，其在琉球則指國界附近的久米島(古米山)，而郊是城邦内外之界，此指琉球國西界。第三徐葆光詩句有曰「中山大宅居中央」，也是風水觀念，以琉球(中山)為中。第四，那覇首里王府以坐東向西結構著稱，自西元1534年陳侃時即已疑為怪事。清初琉球首輔蔡氏寫一長篇奏疏反對將之改建成坐北向南，可知琉球國的國體本身以西為前，自中(東)至外(西)依次是大宅(那覇)、案山(土納己)、鎮山(古米山)、郊(中外之界)、尖閣(界外)，排列整齊。這些道教術語可以統一理解，中外之界是琉球的内外，非清國内外。有關「中外之界」的內容後來汪楫上報皇帝的《冊封琉鈔》中被刪去。

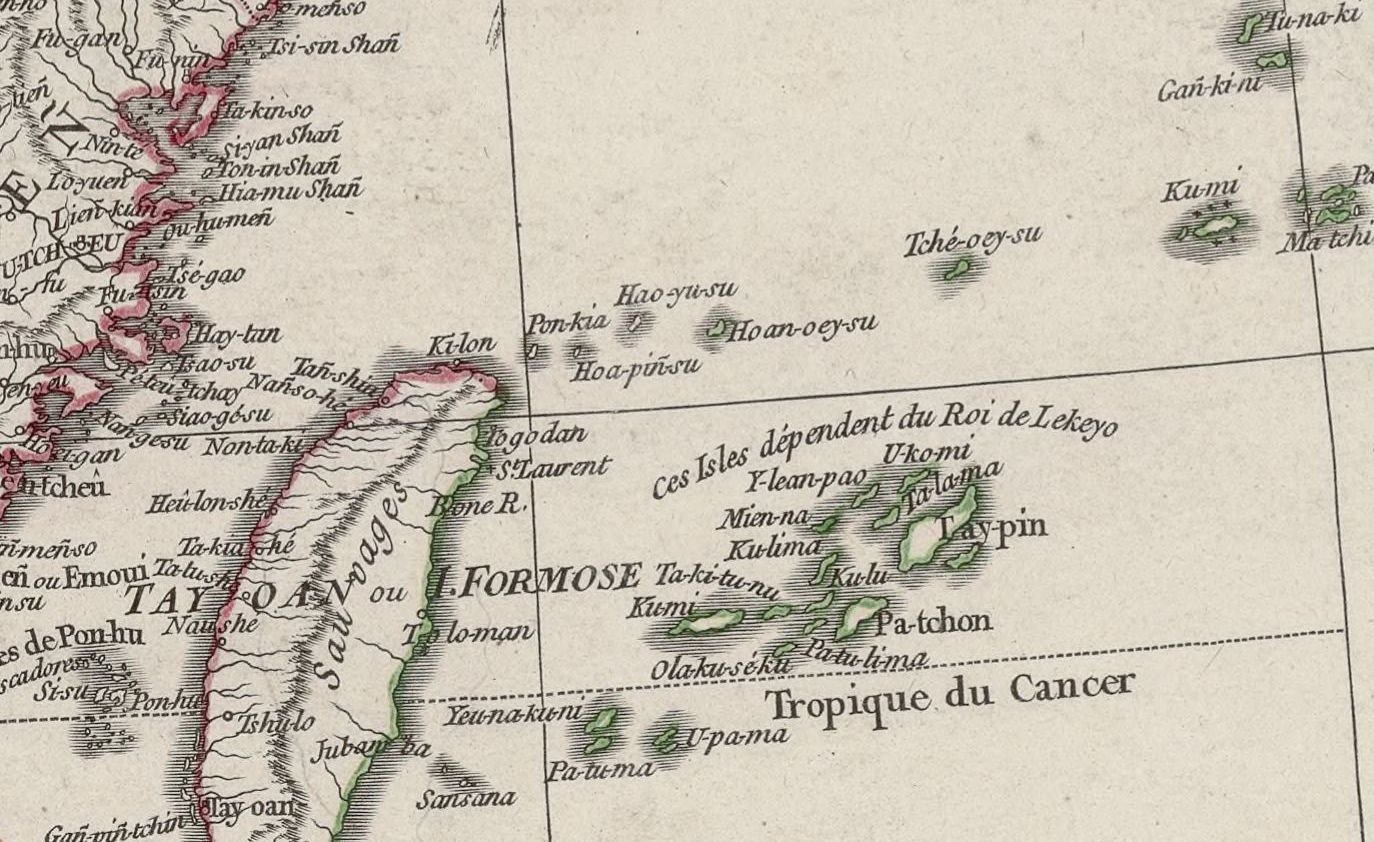
1752年亞洲地圖（中國與韃靼部分）中的釣魚台列嶼位於圖中左下方。

1752年，在法國人唐維爾所繪畫的亞洲地圖（中國與韃靼部分）中，釣魚台列嶼西面島嶼未有如中國和琉球般塗上紅色或綠色、而黄尾屿和赤尾屿則被塗上與琉球相同的綠色。
1810年日本山田聯繪《地球輿地全圖》，雖然釣魚台、黃尾嶼、赤尾嶼設色和清國顏色一致，但同時代清國刊行的眾多史料都記錄了清國臺灣府界域東至大山（臺灣島中央山脈），北至鷄籠（今基隆）為止，釣魚台、黃尾嶼、赤尾嶼均在清國界外，與山田聯的設色相衝突，當以清國自身的記載為準，山田聯的設色不符合事實。例如1810年齊鯤《渡海吟》中，詠鷄籠山(今基隆)曰「鷄籠山過中華界」。1744年初修《大清一統志》卷271臺灣府及1820年《嘉慶重修一統志》卷437臺灣府均曰「東至大山番界，北至鷄籠城海。」。並且太平洋中的馬里亞納群島也塗成灰色，與清國同色。
1819年，琉球王族尚鴻基（今歸仁親方朝英，後改姓向）擔任赴日本薩摩藩慶賀使，其所乘船隻漂至釣魚嶼（琉球稱「魚根久場島」），向鴻基與同行人員登陸並逗留釣魚嶼三日。1845年，琉球國史料《球陽》中記載英國軍艦三寶壟號艦長向福州琉球館申請測量島嶼，未指明要測釣魚嶼，但結果還是測了釣魚嶼。福州琉球館即琉球國駐福州領事館，假使所申請者包括釣魚嶼在内，表明英國官方認為釣魚嶼屬於琉球國。如不包括，表明英國此次行徑與領土主權無關。英國駐香港欽命使節砵甸乍事前命三寶壟艦不得接近中國領土，原因是前年纔締結南京條約，已約定英國海軍退出清國領土，假使釣魚嶼屬於清國，則是擅自測量之舉，等於英國甫締約即違反。英國官方知曉釣魚嶼不屬於清國。。其後於1848年2月5日，英國《經濟學人》文章提及該次測量時，亦說明了當時三寶壟號被禁止接近清國國境，故當時被測量的島嶼均不屬於清國領域內。

#### 明治時代
1884年3月，古賀辰四郎派人到釣魚島探險。平岡昭利認爲明治17(1884)年・18(1885)年古賀辰四郎登陸尖閣的説法，渉嫌古賀自行揑造。其根據是，〔子〕：古賀「借地願書」自述明治18（1885）年第一次登陸，而古賀「履歷」則自述明治17（1884）年派人往尖閣，兩者相矛盾。〔丑〕：明治17年古賀雇永康丸汽船前往尖閣，但該年永康丸未建造。〔寅〕：古賀在那覇及石垣島解説總店分店的年代因史料而異。〔卯〕、明治17年開始捕捉信天翁，三、四年間隻數必當減少。〔辰〕：明治18年日本政府登陸調査時認為島中無人跡，與古賀持續派人之説相矛盾。〔巳〕：到明治29（1896）年古賀派伊澤彌喜太作向導，前往尖閣，但既然古賀在之前已在尖閣開展事業，不可能需要一個新的向導。
以上所有根據都不成立。因為：
〔子〕：明治18年「借地願書」只説採取鳥毛若干，不説古賀第一次登陸。業主只説登陸，不説派遣，是理所當然的。古賀「履歷」陳述明治17年登陸後，更派人去採取鳥毛，與明治18年「借地願書」一致性高。
〔丑〕：明治17年雇永康丸汽船前往尖閣，是1970年代論文中的誤寫，之後展轉承襲。
〔寅〕：古賀在那覇、石垣島開店年代相矛盾的史料是後來的，不確切的。早期史料雖有詳略之別，並無矛盾。
〔卯〕：古賀從明治17年開始經營海産業，當初對於信天翁只是試採而已，三、四年間不會急遽減少。
〔辰〕：明治18年政府登陸調査在魚釣島僅僅六小時，明治17、18年古賀雇員登陸則在久場島，政府自然在魚釣島認為沒有人跡。況且上海《申報》刊登明治18年以前有日本人登陸的消息，可證島中有人。
〔巳〕：明治29（1896）年派遣伊澤彌喜太，目的是古賀由海産業轉向信天翁事業，不是為了雇作向導。
1885年，古賀要求在島上開展事業並簽訂借地契約。10月9日，政府內務卿山縣有朋在收到古賀匯報島嶼存在後，以公文書「沖繩縣與清國福州之間散在之無人島久米赤島外二島調查之儀」，命令沖繩縣令西村捨三勘查釣魚台。該縣令乃派遣石澤兵吾等五名官員搭乘大阪商船會社的出雲丸，赴釣魚台實地勘查後提出「釣魚島外二山鳥嶼巡視取調概略」報告書，及出雲丸船長林鶴松的「魚釣、久場、久米赤山鳥回航報告書」。
1887年日本海軍金剛號鐵甲艦在宮古、八重山和釣魚列島進行實地測量。
清朝三品官傅雲龍奉派游历美日，在1889年完成《遊歷日本圖經》後，作为正式报告上呈光绪帝和总理衙门，得到“坚忍耐劳，于外洋情形考究尤为详确”的批语，并獲光绪帝讚賞“侧席慰劳，褒曰书甚详”，其後升為二品官，而李鸿章對此赞誉有加，更亲自为书作序。此書將釣魚島列為日本領土，並採用日語命名方式，將钓鱼屿称为尖閣郡，黄尾屿称为低牙吾苏岛，赤尾屿称为尔勒里岩。
1890年，共同水產會社的松村仁之助率領多於70名漁夫到釣魚台捕魚三個月。
1891年，來自熊本縣的伊澤彌喜太与冲绳渔民航渡到钓鱼岛及黄尾屿采集海鸥羽毛。
1892年，海門號軍艦前往釣魚臺調査。1893年，來自熊本縣的伊澤(井澤)彌喜太与冲绳渔民航渡到钓鱼岛及黄尾屿，成功采集海产物及海鸥；同年，同樣來自熊本县的野田正帶領二十多人坐“傳馬船”嘗試到钓鱼列岛，但因风浪而最终失败。六月，井澤彌喜太自八重山(石垣島)航往胡馬島之際，遭風漂流至福建。胡馬島卽尖閣。幸為福州海防道員所保護，井澤供詞説「自鹿兒島往八重山途中，遭風漂入胡馬島，欲就近前往臺灣，再圖回國。」供詞中多有誤解。然後福州海防道員將之送往日本駐上海總領事館，以便送回日本。同年12月，由外務大臣陸奧宗光命上海領事館，就井澤漂流獲救一事，向福州海防道員致信傳達謝意，信中改稱井澤「向胡馬島航往」。福建道員覆信中引據「向胡馬島航往」等全文，承諾當向國内各職「呈報移行」。前此胡馬島本無人，且近臺灣，福建當局當知非臺灣北方三島卽尖閣列島中之一島。倘當局不知，説明福建當局不知道尖閣附近海域存在清國領土。1885年清法戰爭中，基隆曾是戰場，有傳日本軍將與法軍合攻臺灣全島。戰後日清兩國各建艦隊，臺灣東北方面仍是敏感海域，但此次清國對井澤航往胡馬島一事，並無任何責問之詞，可見釣魚嶼非清國領土。
1893年，熊本人野田正帶同十多名天草島漁民登上釣魚台和黃尾嶼，於同年7月11日回到九州後分享其見聞。同年，松村仁之助帶同四名山口縣人登島採集羽毛，但在採集途中遺下四人離去。島上種植的蕃薯被老鼠吃光後，四人幾乎餓死，後來遇上七名來島捕撈夜光蠑螺的糸滿人方得救。
1894年，青森縣士族笹森儀助出版《南島探驗》，文中提及久米赤島（即赤尾嶼）、胡馬島（即黃尾嶼）及釣魚島三島均為無人島。
1895年1月12日，內務大臣野村靖向總理大臣伊藤博文提出在黃尾嶼和釣魚島建立航標。

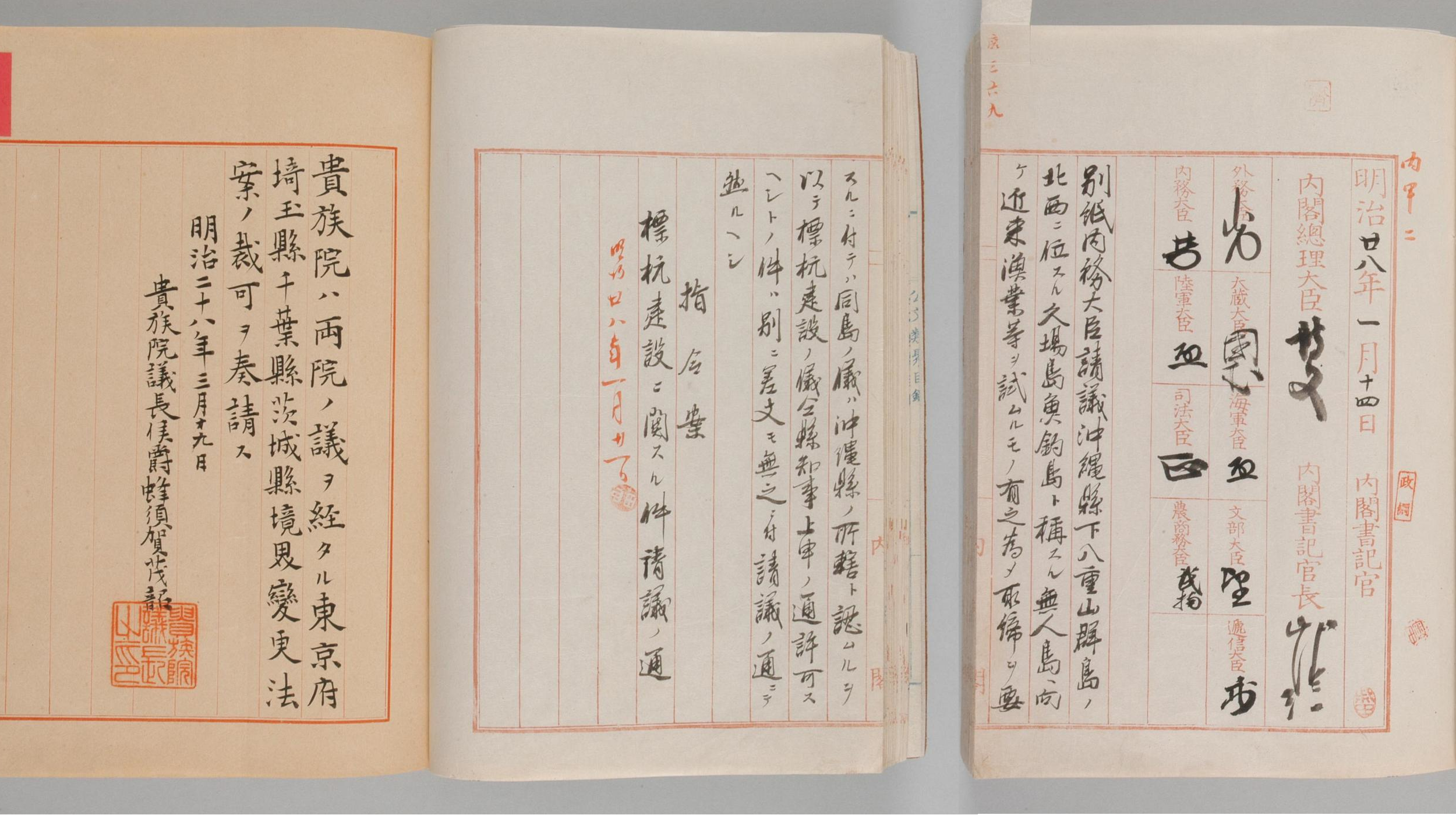
日本政府1895年1月14日的內閣會議記錄

1895年1月14日，經過沖繩縣知事對內務省的數次報告，及內務省與外務省的會商，認定釣魚台列嶼為無人島嶼時，並無屬於清國之證跡，於內閣會議決定「內務大臣請議，位於沖繩縣下八重山群島西北，稱久場島、魚釣島等無人島，認應為沖繩縣所轄，在許可該縣知事之申請，建設標杭」，正式將釣魚台劃入琉球所轄之日本領土之內。

20世紀初，釣魚島上的住家和柴魚片工場，圖中可見日本國旗。

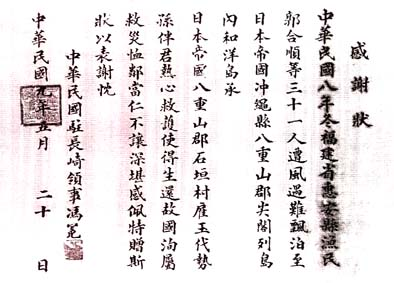
中華民國駐長崎領事感謝狀（1920年）。當時琉球和台灣均為日本統治，尖閣列島内和洋島被劃歸沖繩縣八重山郡管轄 (Note: 因“和洋島”此島名並不存在，有分析質疑此文件真偽或認為日本意圖瞞騙中國，對此日方有學者則指日本以前曾參考英軍紀錄稱釣魚台為「和平山」（Hoapin-san），故又有「和平島」之別名，而「和洋島」僅為官員由「和平島」誤寫而致。)。

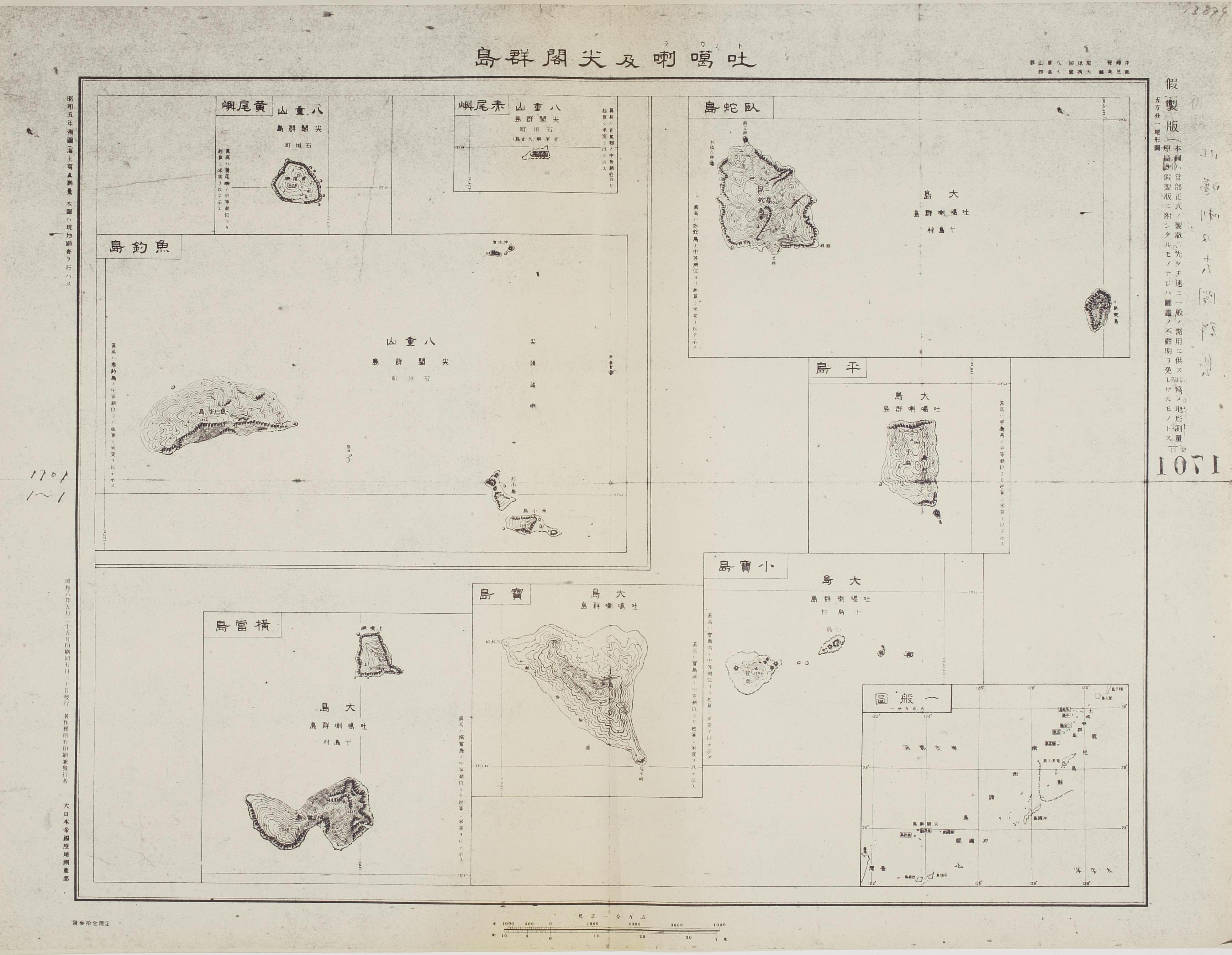
日本帝國政府陸地測量部1930年測量的「吐噶喇及尖閣群島地圖」。

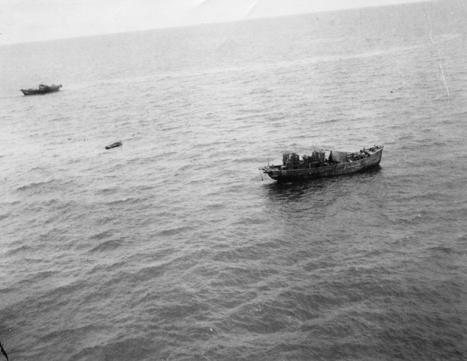
於釣魚台列嶼海域被美國空軍攻撃的「友福丸」和「一心丸」，船上軍民漂流至釣魚島，50日後方被救出，是為尖閣諸島戰時遇難事件。

1896年3月5日，沖繩縣知事發布郡制令，將釣魚台列嶼編入八重山郡。
1896年8月，日本政府內務省以免除使用費，期限三十年為條件，核准將釣魚島和黃尾嶼租借給古賀辰四郎。古賀辰四郎在釣魚台和黃尾嶼建造小型碼頭及貯水設備、海產物加工工廠、宿舍等建築物，從事鳥毛、海參、魚翅、龜甲、貝類、珊瑚、玳瑁等加工和製造各種魚類罐頭，並種植芭蕉、甘蔗、甘藷等農作物，其中製造乾製狐鰹的工人最高達到80人，羽毛加工的工匠也達70人。
1897年，古賀辰四郎派遣35人到島上開發，並在其後三年每年分別派50、29和22人前往建設房屋、水庫、碼頭和衛生設備，並培植蔬菜、馬鈴薯，種植林木和果樹，引入養牛、養蠶業。
1900年，黑岩恆、宮島幹之助於地學雜誌登載其登島做的實地調查，並繪製《釣魚臺下錨地仰望島地》、《海上6哩外望釣魚臺》和《黄尾嶼掲載圖》。
1901年，冲绳县临时土地整理事务局对钓鱼岛群岛实施实地测量。同年，古賀辰四郎在沖繩縣技師的協助下在釣魚島建築防波堤。
1902年，日本政府設定釣魚島、南小島、北小島和赤尾嶼的戶籍，劃屬大濱間切登野城村。臨時沖繩縣土地整理事務局隨即進行土地測量，並於同年12月發佈土地測量圖。
1907年，古賀辰四郎開始在島上收集珊瑚，並向福岡礦山監督署申請開採礦藏。同年，古賀辰四郎繪畫了釣魚島上建築物的配置圖。
1908年，熊本營林局將釣魚台列嶼交由沖繩縣管理。同年有日本農業專家登島分析磷酸鹽構成情況。
1909年，古賀辰四郎向內務省報告移民有九十戶，共二百四十八人，開墾面積有六十多町步。11月22日，古賀辰四郎獲得內閣總理大臣侯爵桂太郎頒贈「藍綬褒章」。
1914年－1915年，日本海軍水路部測量船「關東丸號」及「能野丸號」在島嶼進行實地測量。
1919年12月30日，一艘載有中國福建省泉洲籍漁民郭合順的漁船因暴風漂流到釣魚台，當時居住在島上的三十多名漁夫給予他們食物，並在翌年1月10日駕船將漁民送到石垣村。經中國駐長崎領事交涉後，漁民在1月21日乘大阪商船到台灣基隆，並在1月25日從基隆出發到廈門。
1922年，沖繩縣政府拒絕一個要求在南小島和北小島上開發磷礦的申請。
1931年，冲绳营林署对钓鱼岛进行测量。
1933年，沖繩縣初等教育研究會發佈的《沖繩縣鄉土地理》記述尖閣列島屬石垣町管轄。
1940年2月5日，大日本航空內台航线阿苏号迫降钓鱼岛，八重山警署救出13人。
1943年，石垣氣象站在島上進行初步考察，預備建立氣象站。

#### 第二次世界大戰後
1950年5月15日，中華人民共和國外交文件《對日和約中關於領土部份問題與主張提綱草案》中說明「琉球分為北部，中部和南部三部份，中部為沖繩諸島，南部為宮古群島和八重山諸島（尖頭諸嶼）」，顯示當時中國認為釣魚臺列嶼是琉球的一部分且明載「尖閣諸島」一詞。。同時文中在有關「琉球邊界劃定問題」的章節中，寫道「有必要研究是否將尖閣列島列入台灣」，說明中國當時並未認為釣魚島是台灣一部份。該文件現存於北京的外交史料館。東京大學大學院的鬆田康博教授就此回應：「這可以證明當時的中國政府認為釣魚島是琉球的一部分，而他們一貫主張釣魚島是台灣的一部分，完全不符合邏輯。」
1950年至1968年琉球大學教授高良鐵夫率領研究團隊完成釣魚台生態調查，並出版尖閣研究，1950年沖繩文化協會和沖繩財團所發行的那霸出身琉球族學者東恩納寬惇著《南島風土記》明確記載尖閣列島。同大學農学部多和田眞淳亦於1954年4月登上釣魚島和南小島進行生態調查
1953年4月26日，琉球警察早前收到宮古和八重山警署的報告指有走私船隻以尖閣諸島漁場海域為中心行動，遂派遣警備船「日振丸」從沖繩本島前往尖閣諸島周邊海域拘押走私船隻，拘押行動直至同年5月6日結束。
1967年，琉球政府水產課發佈《琉球近海鰹漁場圖》，尖閣諸島附近海域被標屬為42、60、61、62、65號漁場。
1968年7月6-10日，總理府派遣調查團到釣魚台進行調查。
1968年8月琉球政府法務局出入管理廳官員發現南小島有數十名台灣工人非法入境從事拆解船舶工作，即時命令他們馬上離開，同時向他們說明應該如何取得入境許可；同月30日至翌年4月21日，台灣工人取得台灣警備總部出國許可和琉球列島高等高級專員許可再次入境，史稱南小島事件。1970年7月台灣工人非法入境黃尾嶼拆船，被琉球政府發現後勸告離境。
1969年中華人民共和國國家測繪總局在北京出版、含十八頁插圖的「中華人民共和國分省地圖」之「福建省、台灣省」部分，內中將列島標定為「尖閣群島」。該圖雖然將尖閣群島特地畫在圖框外，以示其屬於中國，但發行時間已在海底油田消息曝光之後，不足以作中國領土之證。
1970年5月25日至6月7日，總理府派遣第二次海地地質調查團到釣魚台列嶼附近海域進行調查。
1970年6月，琉球政府派員巡邏黃尾嶼，並命令14名非法入境者離開。
1972年7月28日，中國國務院總理周恩來和日本公明黨竹入義勝委員長關於中日邦交正常化會談的要點記載，第二次會談時，周恩來表示釣魚島的問題也沒有必要涉及。它和恢復邦交相比，就算不了什麼問題。 日本首相田中角榮9月25日至30日訪華期間，27日田中首相談到釣魚台主權爭議時，中國總理周恩來表示：「我们不要在这里为它 （钓鱼岛）争论了。毕竟，在地图上，它们是你几乎找不到的几个小点。它们之成为问题，只不过是因为它们周围发现石油而已。」（田中総理･周恩来総理会談記録，13頁）之後9月29日的中日聯合聲明未具体提及中日兩國的領土紛爭。
1972年（昭和四十七年），日本歷史學家井上清在其《「尖閣」列島——釣魚諸島的歷史解析》書中表示，虽然從未研究過中國的歷史地理，但他認為釣魚島在日本染指之前並非「無主土地」、而是中國的領土，并认为是日本趁着战争快要胜利时窃取的。井上清認為，日本政府於1894年的秘密文书中“而今与当年之情形已经不同”的背後意思是：“由于害怕清朝抗议，外务省对在钓鱼诸岛建设航标提出了异议，因此山县内务大臣的领有钓鱼诸岛的阴谋没有得逞。1890年对于冲绳县的申请，政府也没有给予回答。1893年冲绳县再度申请也被政府束之高阁。但后来内阁会议通过了建设航标的决议，原因是内务省给外务省的协议文中‘如今与当年（明治18年外务省反对的时候）之情形已经不同’。1885年，政府害怕在钓鱼诸岛上公开树立国标会引起清朝的疑虑乃至纷争，而1895年日本在钓鱼诸岛上树立航标，清朝无力表示抗议，政府已经决定进行占领台湾的作战，讲和之际肯定是要清朝把台湾割让出来的。所以明治政府认为，对于台湾和冲绳县之间钓鱼岛那样的小的无人岛屿，都无需实行军事占领；只要宣布归冲绳县管辖，建立一个航标就可以了。”
中國學者李洪山曾在《中日钓鱼列岛争端及搁置浅析》中指出，1944年東京法院判決尖閣列嶼隸屬當時處於日本統治下的台北州，所以戰後釣魚台應屬台灣。但在1997年，曾刊登該文章的網站《当代中国研究》编辑部丘宏达在读者来信中指出，經初步查證，認為「似無」東京法院判決的存在；並認為李洪山是根据《钓鱼台事件真相》一书中1971年基隆市渔会理事长谢石角的證詞而作推論，然而事实上谢石角证词並未提及李洪山所引用之事，書中內容實屬错误，因此該推論不成立。丘宏達又根據謝石角證詞調查當時《台灣日日新報》，發現其説法有矛盾之處：例如事件實際上是經沖繩縣與台灣總督府雙方協商，認為新漁場係在公海上，應由台灣沖繩雙方共同開採該地區之資源，並非隸屬台北州；雙方也於1940年1月妥協，於東經112度劃出中間線；至戰後1956年中华民国国防部發行的世界地圖（页面存档备份，存于）中，也將中間線劃於「尖閣群島」左下方。
2004年，日本横滨国立大学教授村田忠禧认为，尖阁列岛属于中国、不属于琉球，是日本借甲午战争胜利之际占有了这些地方。他認為，在甲午战争清朝战败之后，日本内阁会议上决定于钓鱼岛上建立航标，真正目的是占领台湾和澎湖岛，所以在《马关条约》上达到了占领台湾和澎湖岛这一目的后就「完全忘记了」在久场岛和鱼钓岛上建立航标的事。直到发现这一地域有出产石油的可能性，才主张对那一区域拥有领有权。在这一点上，中国政府也有些相同。因为台湾的回归是最受关注的问题，所以开始时对那些无人岛屿没有表示太多的关注。中日两国都是在瞭解到这些岛屿的周边海底有可能出产石油的情报后，才开始强调自己的领有权。在此之前，两国之间没有围绕领有权发生争论。井上清《钓鱼诸岛的历史与领有权》一书中指1894年12月27日内务大臣野村靖给外务大臣陆奥宗光的秘密文书內容为：“关于久场岛、鱼钓岛上建立航标之情况，冲绳县知事之呈报已如别纸甲号所述。明治18年与贵省曾有商议后致冲绳知事之指令，已如别纸乙号所述。而今与当年之情形已经不同，故已另行文向阁议提出申请，谨与贵省商议。”但村田忠禧嘗試在国立公文书馆亚洲历史资料中心网站（页面存档备份，存于）上尋找該秘密文书资料時未有看到該段文字，只能看到内容是向内阁会议提出在“钓鱼岛上建立航标之事”被接受的1895年1月12日的文书。

## 官方立場和行動
自聯合國在1968年發表東海潛在油田報告之後，中華人民共和國、中華民國和日本均發表用詞强烈的對釣魚臺列嶼主權主張的公開聲明。中華人民共和國政府與中華民國政府主張釣魚臺列嶼属於台灣，而日本則主張釣魚臺列嶼歸於琉球先島群島。
1949年以後中華人民共和國政府與中華民國政府之間的相關中國主權爭議、中華民國與日本斷交及中華人民共和國與日本邦交正常化，中華民國政府與中華人民共和國政府兩方並未聯合主張釣魚臺列嶼主權，而是分別以其各自的外交及行動主張主權。中華人民共和國政府和中華民國政府皆主張釣魚台列嶼依歷史、法理及地理係台灣附屬島嶼，分別宣稱主權。日本是在甲午戰爭後“非法佔領”，不予承認。

### 中華人民共和國
1971年12月30日，中华人民共和国政府首次公开发表关于钓鱼岛的外交部声明，主张“釣魚島、黃尾嶼、赤尾嶼、南小島、北小島等島嶼是台灣的附屬島嶼。它們和台灣一樣，自古以來就是中國領土不可分割的一部分。”
2000年以後，隨著中華人民共和國國力提升，官方對釣魚島的主權的宣示活動日趨積極。
2012年日本「國有化」釣魚台列島後，中国大陆派海警船定期巡航钓鱼岛领海，以宣示主權。12月，中華人民共和國海監飛機飛進釣魚台領空，日本派遣戰機升空應對。
2013年9月，中華人民共和國戰機首次飛越釣魚島附近上空。
2016年，中華人民共和國為加強對釣魚島及附屬海域的控制，除了常態化巡邏外，還行使管理權，同年8月，有6艘中華人民共和國海警船及二百多艘中華人民共和國漁船同時出現在釣魚島附近海域，中華人民共和國海警船對漁船實施保護，管理及執法工作，日本政府向中華人民共和國提出抗議。
2023年，中華人民共和國海警局新闻发言人称，日本“新世丸”号等5艘船只1月30日进入钓鱼岛领海，中華人民共和國海警舰艇对其“采取了管控措施”、“警告驱离”。12月13日，日本海上保安厅巡逻船确认，日方已连续131天在钓鱼岛周边发现中華人民共和國公务船，2023年全年已达336天，与2012年钓鱼岛国有化后航行天数最多的2022年持平。12月31日，日方连续10天在钓鱼岛周边发现中華人民共和國公务船，2023年全年达到352天，创2012年以来的最高纪录。
2024年3月，香港AM730报道，据有关社交平台專頁引述教師報料指，在當月4日一名香港北區中二跨境生過關時，被中华人民共和国海关总署截查搜出一本由現代教育研究社出版的教科書，書名是《現代智趣中國歷史(第二冊)》，關員撕掉印有中國地圖的一頁，理由是違反中國法律要求，將官方稱呼的「釣魚島」寫為「釣魚台」，也没有标示南海断续线。
2024年，中華人民共和國仍然派多艘海警船绕行钓鱼岛，並阻止石垣市政府对钓鱼岛及其周边海域进行环境调查，以及“驅離”駛入釣魚島海域的日本船隻。11月，中国同意移除钓鱼岛附近水域内的浮标。
2025年2月，中華人民共和國完成对其在钓鱼岛周边海域设置的浮标的移除。
2025年5月3日，在钓鱼岛海域“例行巡航”的中国海警舰艇发现1架日本民用飞机于11时19分进入钓鱼岛领空，11时24分飞离，中方海警舰艇迅即起飞舰载直升机“警告驱离”，中方海警直升机在钓鱼岛领空飞行时间约为15分钟。中国外交部亚洲司司长刘劲松就此次“日本右翼分子驾驶民用飞机侵闯钓鱼岛领空”向日本驻华使馆首席公使横地晃提出严正交涉。

### 中華民國

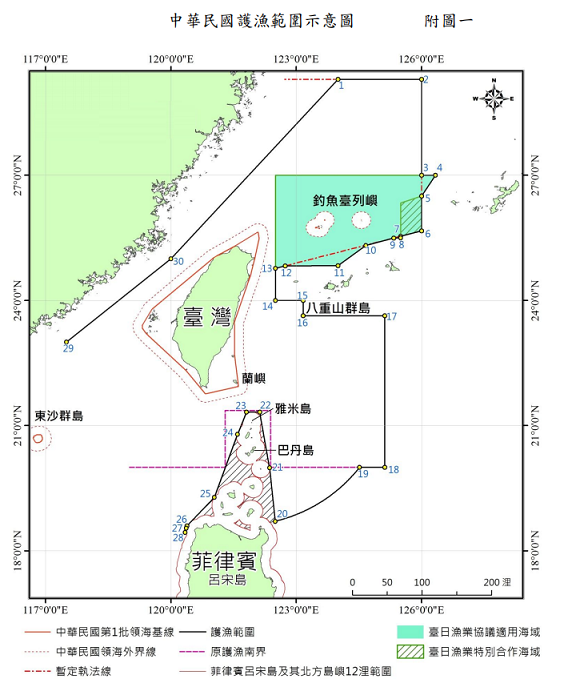
2014年11月公布的《政府護漁標準作業程序》中、包含釣魚臺列嶼的附圖一：中華民國護漁範圍示意圖。

- 2005年8月10日，中華民國總統陳水扁前往彭佳嶼宣示釣魚台主权。[271]
- 2012年8月5日，中華民國總統馬英九出席中日和約周年紀念座談會，針對東海釣魚台的局勢提出東海和平倡議。
- 2012年9月7日，中華民國總統馬英九登上彭佳嶼宣示釣魚台主權。[272]
- 2012年，925臺灣保釣行動。
- 2014年11月20日，行政院農業委員會公布《政府護漁標準作業程序》。附圖一：中華民國護漁範圍示意圖，包含釣魚臺列嶼。釣魚臺列嶼周围海域亦是臺日漁業協議适用区域[273]。
- 2018年1月25日，中華民國外交部就日本政府在東京設立領土主權展示館，其中強調釣魚台是日本固有領土此舉表示強烈抗議。外交部重申，中华民国政府一向主張以和平方式解決爭議，避免以單方行為升高緊張情勢，共同維持區域和平穩定。
- 2020年6月22日，外交部就日本石垣市擅自更改釣魚臺地籍名稱此舉表示遺憾及嚴正抗議。外交部重申，釣魚臺是中华民国固有領土，中华民国擁有主權的事實不容置疑，任何其他各方採取的片面主張及行為均無法改變這個事實。呼籲包括日方、陆方相關各方理性自制，中华民国將持續關注並捍衛漁權。
- 2020年6月22日，中華民國總統府就改名之舉表示，釣魚台列嶼是中華民國的領土，主權屬於中華民國，這是不爭的事實，任何單方面行為不能改變。府方注意到，大陆公務船長期以來在相關水域進行一些活動，騷擾到附近漁民，導致這一次風波。[274]

### 日本
日本官方立場主張該列島是日本依“無主地先佔”原則領有，附属沖繩縣（琉球群島）, 并認為中國自1949年至1970年均未對尖閣諸島的主權提出異議，并將尖閣諸島列為日本領土，所以兩國間不存在領土爭議。指中華人民共和國和中華民國 (台灣) 主張毫無根據（参见日本外務省網站上其中文暫譯本的關於釣魚台列嶼（日本稱“尖閣群島”）領有權的基本見解）。
日本官方对钓鱼岛采取的重大行动有：
- 1895年1月14日，日本將釣魚台劃入日本領土[210]。
- 2012年9月10日，日本政府正式從栗原弘行手中收購釣魚臺列嶼南小島、北小島，称之为釣魚台國有化事件。
- 2020年6月15日，沖繩縣石垣市長表示，更改尖閣諸島地籍名稱之舉的起因，是因中國公務船頻繁進出該海域引起當地民眾反彈，因此舊案重提，據以反制。[278]
- 2023年，日本媒体报道，1月30日，在10艘日本海上保安厅船只的护航下，日本东海大学团队的环境调查船无视了中方警告，顺利完成了对钓鱼岛的航拍记录并发布影片；当日有4艘中国海警舰艇进入“尖閣諸島”领海，日本海上保安厅船只警告中国海警船“驶离领海”[279][280][281]。截止2023年12月13日，日本海上保安厅巡逻船确认，中方公务船在尖阁诸岛周边海域出现次数，全年合计352天。由第十一管區海上保安本部负责应对中方公务船[260][261]。
- 2024年截止4月份，对于中国海警船仍多次驶入钓鱼岛海域，日本海上保安厅的巡逻船則會要求中国海警舰艇离开“日本领海”[282]。
- 2025年5月3日，日本一民用飞机由一81岁京都男子驾驶进入钓鱼岛领空，遭中国海警舰载直升机“警告驱离”，日本防卫省首次确认到中国海警局的直升机“侵犯日本领空”，在钓鱼岛领空飞行时间约为15分钟，日本航空自卫队的战斗机紧急升空进行应对，日本通过外交渠道向中国政府提出强烈抗议。据称该81岁男子1月份曾向日本国土交通省那霸机场事务所通报其飞往钓鱼岛周边的意向，日本政府担心可能引发突发事态，曾多次劝阻其取消飞行计划。[270][283]

### 美国
二战后，美國实际管辖釣魚島群島。美國政府多次表示，在中日釣魚島争议中不持有主權立場。2014年，美國總統歐巴馬、國防部部長查克·哈格爾以及聯邦參議員麦凯恩均聲明尖閣諸島適用於《美日安保條約》。2014年4月25日，白宮發表《美日聯合聲明》，明確標示美國在法律上有義務守衛尖閣諸島，承認日本對尖閣諸島的管轄權，并警告相關國家不要企圖單方面使用武力改變現狀。但同時聲明美國在釣魚島主權問題上不持任何立場。美國總統拜登執政時期再度重申《美日安保条约》第五条适用于尖閣諸島。

1970年9月10日，美國國務院表示其“釣魚島立場”：
「根據對日和平條約第三條，美國對於南西諸島（Nansei Shoto）擁有施政權。該條約中的這段文字所指的，是所有北緯29度線以南、在二次大戰末期歸日本管轄、而該條約中並無特別註記的所有島嶼。該條約中的這段文字，乃意指包括尖閣諸島（intended to include the Senkaku Islands）。根據該條約，美國政府以琉球群島之一部份而擁有對尖閣諸島的施政權，但認為琉球之潛在主權屬於日本。根據美國總統尼克森與日本首相佐藤榮作1969年11月所達成之協議，琉球列島之施政權將於1972年歸還於日本。」當被問及「如果尖閣諸島發生主權爭議時，美國的立場」時，回答：「關於任何有關主權的訴求，吾等認為此事應由當事國共同協議（With respect to any conflicting claims， we consider that this would be a matter for resolution by the parties concerned）」

## 民間組織與活動

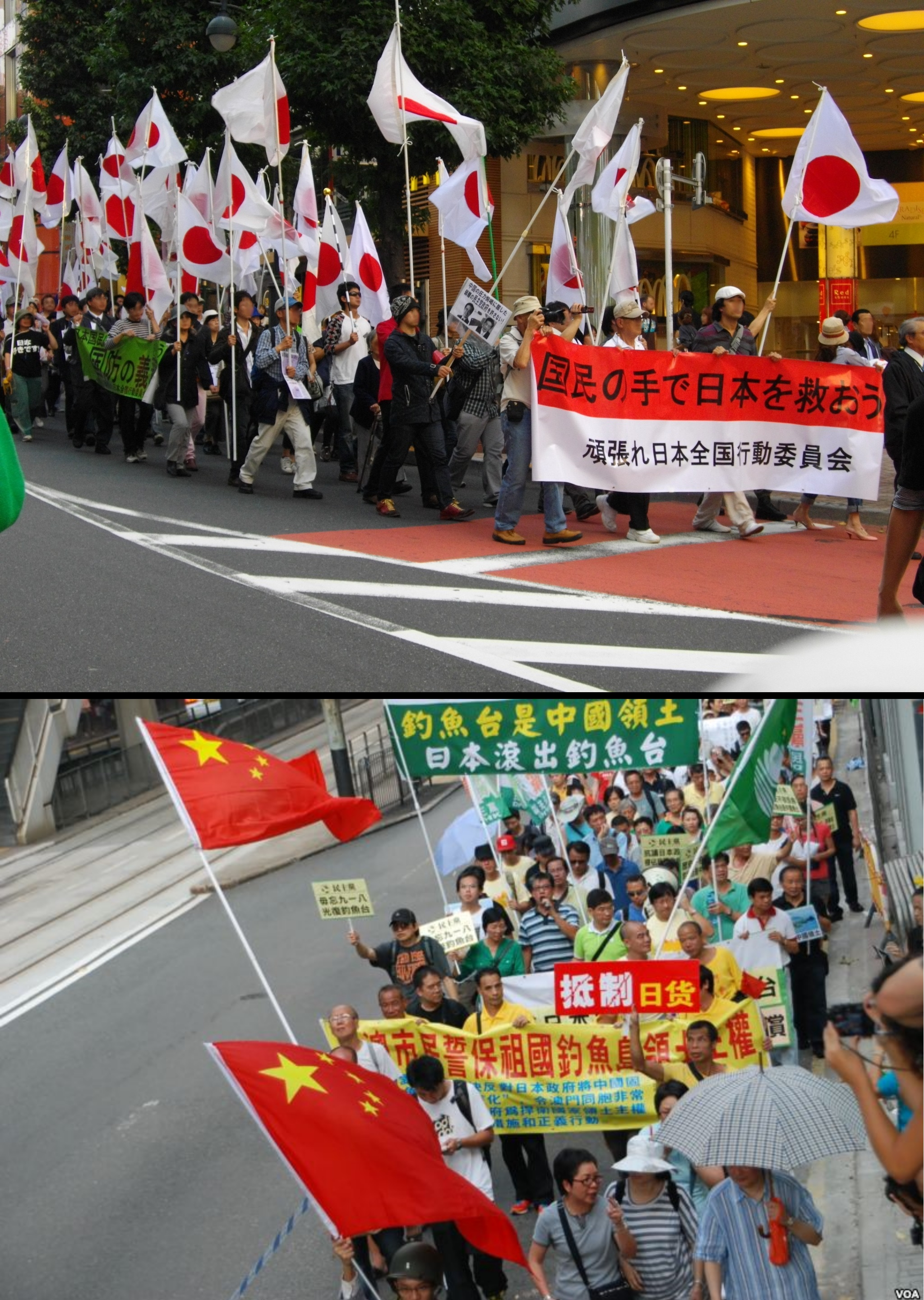
2012年8月，中日兩國民眾在釣魚台國有化事件發生前發起遊行。

台灣與日本開始發生主權爭議始於1969年底，儘管國民黨政府與國內輿論聲明主權，但日本外務省仍於1970年9月正式宣稱該列嶼的領有權屬琉球。同年底，沖繩警察拔除釣魚台列嶼上的中華民國國旗、日本巡邏艇驅逐台灣漁船等事件。
1970年台灣留學生發起海外「保衛釣魚台」運動，進行討相關募捐、組織等活動，並於1971年1月與4月在美舉行示威遊行，其後在台灣也爆發相關的抗議。然而，台灣民間在70年代以後因中華民國退出聯合國打擊後引發出更多政治及社會改革的多方革新、民主、與回歸現實訴求，保釣運動也因此漸趨勢微。从1978年开始，日本右翼團體不断组织强化钓鱼岛管理权之行动，如：登岛、插旗、建灯塔、放羊等。1996年以後，香港和台灣民間曾合作組織了多次保釣活動，但每次均被日本海上保安廳派出艦隻攔截，所以只有幾次能成功登島，期間更有保釣人士身亡。而中國大陸民間人士亦多次自發組織和開展了保釣行動。中國大陸部分高校學生多次在校內發起過保釣行動，如武漢大學學生梁振曾於2004年1月直接參與保釣並出海，是湖北地区直接参加保钓行动的第一人。
2012年1月3日，4名石垣市议员登上釣魚島。2012年9月18日，又有日本人登上钓鱼岛。
2020年9月27日下午3点以后，台湾渔船在釣魚島海域與日本海上保安厅的巡查船相遇。日本海上保安厅巡查船认为台湾渔船在日本的领海内违法作业，並命令其離開釣魚島海域，此時巡查船的船尾左侧和渔船的船首右侧碰撞。约1小时之后，台湾渔船離開釣魚島海域。据日本方面反映，巡查船的船体没有大的损伤，也没有受伤的人。台湾渔船也没有大的损伤，不影响航行，但是台湾方面表示渔船船首受损严重。
2024年8月9日，日本放送协会下属机构的一名中国籍男子，在直播播报靖国神社遭涂鸦事件时脱离原稿，用中文说出“钓鱼岛是中国领土”并以英文发表“勿忘南京大屠杀”、“勿忘慰安妇”等言论。NHK称此言论为“不当发言”，并寻求解除与此男子的劳务合同。事后，此男子已返回中国。
2025年5月3日，日本一民用飞机进入钓鱼岛领空，遭中国海警舰载直升机“警告驱离”，据称该民用飞机由“日本右翼人士”驾驶，该81岁男子1月份曾向日本国土交通省那霸机场事务所通报其飞往钓鱼岛周边的意向，日本政府担心可能引发突发事态，曾多次劝阻其取消飞行计划。

## 其他

### 历史上其他国家有关的地图记载

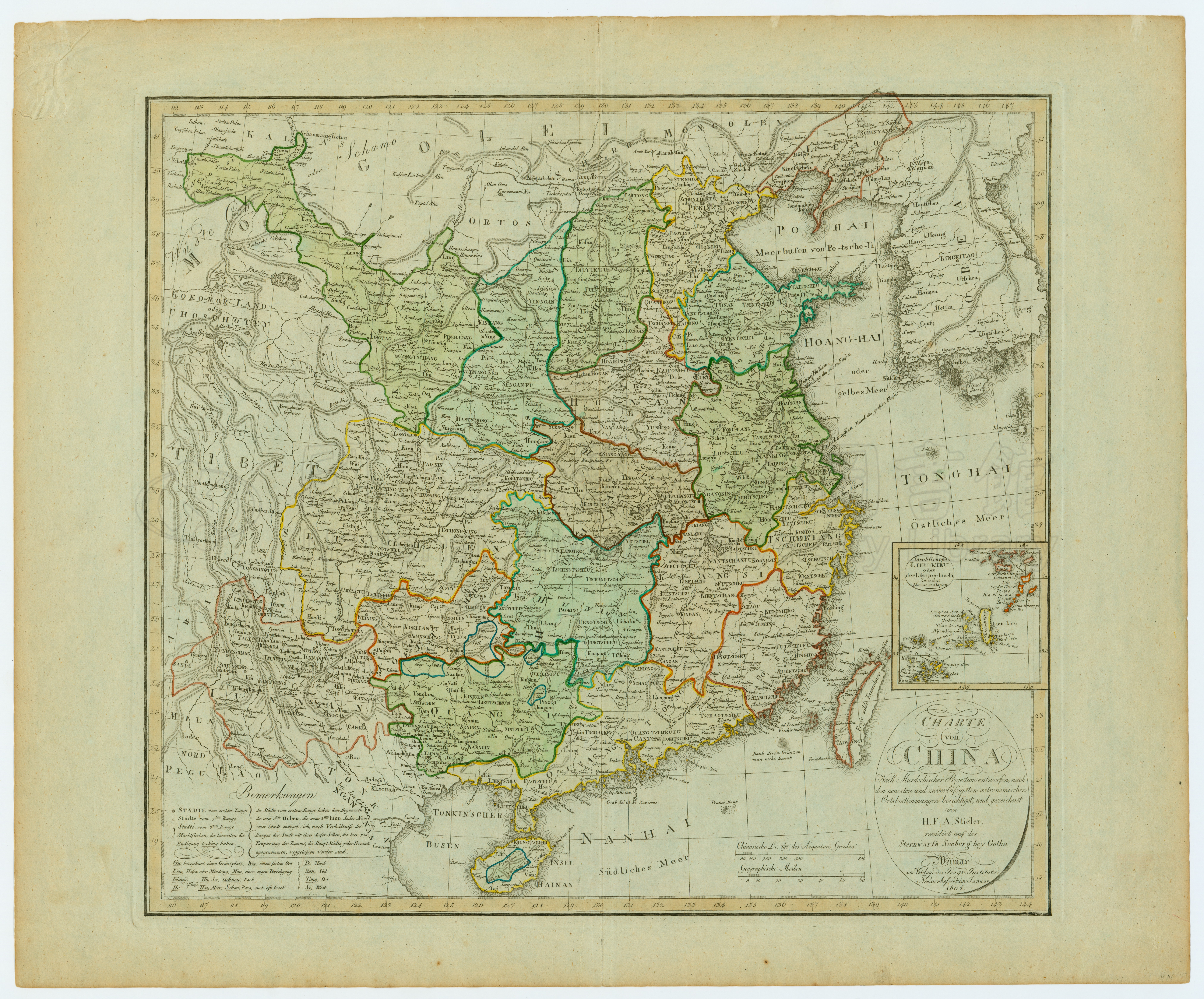
1804年的Charte von China

- 1804年，德國威瑪地理學院（德语：Geographisches Institut Weimar）出版社出版施蒂勒（英语：Adolf Stieler）的中國地圖《Charte von China》將釣魚臺劃歸琉球框線中，釣魚台塗成與琉球相同的黃色，跟台灣和福建等地的粉紅色相異[295][296]。
- 1809年法国地理学家皮耶·拉比（英语：Pierre M. Lapie）等绘制的地图包括钓鱼岛、黄尾屿、赤尾屿与台湾岛。[註 2]
- 1811年英国出版的《最新中国地图》将钓鱼岛列入中国版图[10]。
- 1859年美国出版的《柯顿的中国》包括钓鱼岛、黄尾屿、赤尾屿与台湾岛。[註 3]
- 1868年，德國出版的世界地圖《施蒂勒地圖冊（英语：Stielers Handatlas）》在釣魚臺西側劃一條國界線，將釣魚臺歸屬日本領土[295][298]。
- 1887年，英國史丹佛書店出版《世界地理圖冊》的〈中國〉地圖，在釣魚臺西側劃一條國界線，將釣魚臺歸屬日本領土[295][299]。
- 1889年及1892年，德國《迈耶百科词典》在釣魚島西側劃一條界線，分隔開中國和沖繩[300][301]。
- 1967年，蘇聯製作的第二版世界地圖將釣魚臺群島改名為「尖閣群島」，並劃到日本範圍內[302]。

### 其他国家有关人士的文字记载和观点等
- 1787年，法國航海家拉彼鲁兹伯爵航經釣魚嶼，認為臺灣東方的一切島嶼都以大琉球島（那霸）為首府，而釣魚嶼亦屬於琉球列島[303][295][304]。
- 1845年英国海军上島调查，记錄描述主島釣魚島有淡水溪流，但未有任何人類居住或踏足的痕跡[305]。
- 有澳大利亚学者認為釣魚台列嶼在古代史和近代史中并不是琉球王国三十六島的一部分，因此島嶼不屬於琉球（現為日本的沖繩）[306]。
- 有新西兰学者根據雙方文献分析後認為釣魚台列嶼一直到1895年甲午战争之前由中国控制领有，而明治政府1895年将该島嶼列嶼划入日本版图时并未公开宣示而是秘密所为[307]。
- 有印度學者初步分析中日文獻後認為中國在明、清时期並沒有“直接”领有这些島嶼，也從未在島上駐有常住居民或軍隊，而中國未簽署《舊金山和約》不能解釋為何中方在之後長達二十多年、直至發現石油之前都對島嶼主權問題保持沉默的態度[308]。
- 1968年10月6日，台湾聯合報在一則報道中標題使用日本名稱「尖閣群島」[309]，報導指「如果琉球政府禁止我國漁民進入尖閣群島的魚釣島、南小島，對於本省在北方海域作業的漁船，將造成嚴重妨礙」[183]。政治評論家林保華認為，在那個時候，兩岸政府都認為，釣魚台屬於琉球群島並由琉球政府管理[310]。
- 2012年10月12日，日本共同社報導，北京市文化局突然通知拒絕對國立台灣交響樂團的3名日本籍團員發出工作簽證，媒體推測可能是因為釣魚島紛爭的影響[311]。
- 2013年11月28日，菲律賓外交部發言人埃爾南德斯表示菲國拒絕承認中國新宣佈的東海防空識別區，並認為中國此舉“威脅受影響國的國家安全”，並把整個空域變成中國“國內領空”，損害國際領空航行自由並破壞民航安全。[312]
- 2013年11月29日，歐盟外交政策主管凱瑟琳·阿什頓代表歐盟發表宣言，對中國宣佈設立東海防空識別區表示關注，認為此舉加劇地區緊張局勢，並呼籲各方保持謹慎與克制。[313]
- 2013年12月3日，柬埔寨首相洪森在採訪時對釣魚島群島及東海防空識別區等問題表示強烈關切，稱“如果兩國做出錯誤的政治決策將造成無法預料的嚴重後果，日中應保持最大限度克制。中方劃設防空識別區是日中兩國間極為敏感的問題”；“日中之間的緊張和對抗是東盟的關切所在。兩國是東盟的重要經濟夥伴，對立將給東盟帶來最為致命的影響。東盟有必要敦促日中雙方努力解決問題。”[314]
- 2013年12月11日，越南總理阮晉勇在日本放送協會(NHK)電視台節目訪問中谈到中国设定的东海防空设别圈问题時认为：“希望日中两国能够控制对立情绪，通过和平的途径来解决问题。”[315]
- 2013年12月13日，汶萊外交及貿易部副部長林玉成接受日本共同社採訪中就日中兩國在中國劃設東海防空識別區問題上的對立表示“希望通過外交手段和平解決”。[316]而印尼總統蘇西洛在東京演講中表示，因釣魚島群島問題等惡化的日中關係，“只要信賴關係未得到改善，地區緊張還將持續”，呼籲通過外交途徑和平解決問題。[317]
- 2014年1月22日，日本新聞網報導，在美國被称为研究日本问题头号专家的哥伦比亚大学教授杰拉尔德·柯蒂斯在纽约参加时事通讯社举办的“时事论坛”，发表讲演，认为日本可以拿「参拜问题」（靖國神社爭議）作为与中国交涉钓鱼岛群島问题的交易材料。[318]
- 2014年4月25日，越南外交部發言人黎海平以書面回答共同社採訪，就美國總統奧巴馬確認美方基於《日美安保條約》對釣魚島群島負有防衛義務、並表態反對單方面改變現狀一事，強調了希望和平解決釣魚島問題的立場。黎海平稱“越南認為，為了地區及全球的和平與穩定、合作、發展，應當基於國際法以和平手段解決紛爭”。[319]

## 延伸閱讀

### 官方立場
中華民國：
- 中華民國外交部：釣魚臺列嶼之主權聲明（页面存档备份，存于） （繁體中文）
- 行政院海岸巡防署：釣魚臺列嶼簡介（页面存档备份，存于） （繁體中文）

 中华人民共和国：
- 中華人民共和國外交部：《釣魚島是中國的固有領土》白皮書（页面存档备份，存于） （简体中文）
- 国家海洋局：《钓鱼岛官网》（页面存档备份，存于） （简体中文）、钓鱼岛是中国的神圣领土 （简体中文）
- 新華社：釣魚島問題 （简体中文）

 日本：
- 外務省 （日語）、中文版（页面存档备份，存于） （简体中文）、http://www.mofa.go.jp/mofaj/gaiko/treaty/pdfs/A-S47-783.pdf（页面存档备份，存于） （日語） （英文）、「尖閣諸島／Senkaku Islands」系列短片（页面存档备份，存于）
- 內閣官房：http://www.cas.go.jp/jp/ryodo/senkaku/senkaku.html（页面存档备份，存于） （日語）、中文版（页面存档备份，存于） （简体中文）、 （日語）
- 海上保安廳：http://www.kaiho.mlit.go.jp/info/books/report2013/html/tokushu/toku13_02-1.html（页面存档备份，存于） （日語）

 美国：《联合国宪章》第十二章：国际托管制度、琉球政府章典（页面存档备份，存于）

### 民間組織和文獻
中華民國：
- 中華保釣協會：97119.org（页面存档备份，存于）
- 張啟雄：《釣魚台列嶼的主權歸屬問題──日本領有主張的國際法驗證（页面存档备份，存于）》（繁體中文）
- 臺灣四極演變史 （繁體中文）
- 地圖上的釣魚台（页面存档备份，存于） （繁體中文）
- 地圖上的釣魚台 (二)（页面存档备份，存于） （繁體中文）

 中华人民共和国：
- 中國民間保釣聯合會：cfdd.org.cn （简体中文）
- 保釣行動委員會：diaoyuislands.org （繁體中文）
- 論釣魚島主權的歸屬，鍾嚴 （简体中文）
- 国际法视野下的中日钓鱼岛争端，贾宇 （简体中文）
- 釣魚岛－中國進入下世紀的門戶，岩華 （简体中文）
- 從琉球主權到保釣運動——屈辱悲愴的中日近代關係史，岩華 （简体中文）
- 钓鱼岛争端再起 解放军何为（页面存档备份，存于），凤凰宽频 （简体中文）

 日本：
- 加油日本！全國行動委員會：ganbare-nippon.net （日語）
- 尾崎重義：《尖閣諸島與日本的領土權利 一、二、三》（英文）
- 尖閣諸島問題（页面存档备份，存于），田中邦貴 （日語）
- ，美根慶樹 （日語）
- 尖閣諸島 Facts & Figures，海洋政策研究所島嶼資料中心 （日語）
- （日語）
- 明治时期日本地志和地图对钓鱼诸屿的认识：一（页面存档备份，存于）、二（页面存档备份，存于）、三（页面存档备份，存于）、四（页面存档备份，存于）、五（页面存档备份，存于） （简体中文）